# Métro de New York
Vous lisez un « article de qualité » labellisé en 2013.
Le métro de New York (New York City Subway) est un réseau de transport métropolitain desservant la ville de New York aux États-Unis. La totalité des infrastructures et de la flotte appartient à la ville de New York, mais l'exploitation du réseau est confiée à la New York City Transit Authority, une branche de la Metropolitan Transportation Authority (MTA).
Figurant parmi les réseaux de transport en commun les plus importants à l'échelle internationale, il compte 424 stations pour 472 points d'arrêt répartis sur 24 lignes, ce qui le place au premier rang mondial quant au nombre de lignes et de stations desservies. Le réseau comporte 399 km de lignes comptant pour la plupart quatre voies (deux voies pour les trains express et deux voies pour les omnibus). Il constitue en outre l'un des cinq réseaux de transport en commun fonctionnant 24 heures sur 24, 7 jours sur 7 aux États-Unis, aux côtés du Staten Island Railway et du PATH, également situés à New York, des trains du PATCO et du métro de Chicago.
Le métro constitue le moyen de transport en commun le plus fréquenté de la mégapole new-yorkaise. Avec 5,6 millions d'usagers par jour de semaine en 2014, il a ainsi représenté près de 65 % du trafic total de passagers qui ont transité sur le réseau de la MTA sur l'année, loin devant les réseaux de bus, le Staten Island Railway, le Long Island Rail Road et le Metro-North Railroad qui sont également gérés par la même entité. Sur la base de ces mêmes chiffres, le réseau de métro de New York se classe au septième rang mondial et au premier rang national.
Bien que le métro de New York porte le nom de subway, ce qui traduit en anglais l'idée de souterrain, 40 % des lignes suivent un tracé aérien qui s'appuie sur des structures en acier ou parfois en fonte, des viaducs en béton, des remblais aménagés, des ponts ferroviaires et, occasionnellement, des voies en surface. Les lignes sont presque exclusivement souterraines à Manhattan, alors qu'elles sont en majorité aériennes dans le reste de la ville. Toutes ces lignes, quelle que soit la base de leur tracé, sont situées à des niveaux différents de ceux des infrastructures routières et des aires piétonnières, et la plupart des croisements entre deux lignes de métro ou entre une ligne de métro et une ligne de train de banlieue sont sécurisés par la présence d'échangeurs ferroviaires de type saut-de-mouton,.

## Histoire

### Le chemin de fer à New York avant la mise en place du métro (1867-1904)

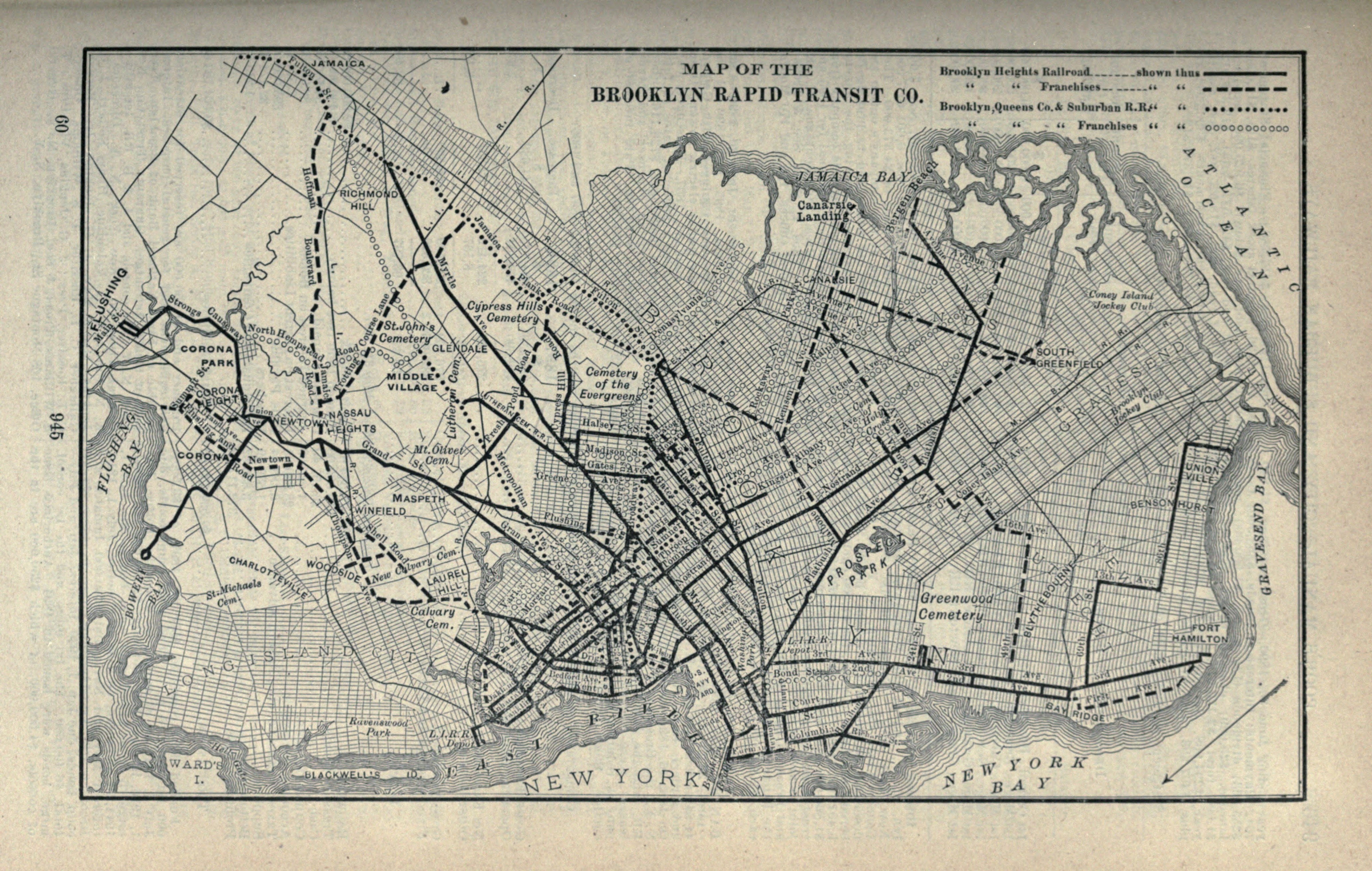
La BRT, dont on voit ici le réseau en 1897, exploitait la quasi-totalité des lignes de surface et des lignes aériennes à Brooklyn et dans le Queens.

Avant la mise en service des premières lignes de métro souterraines en 1904, la ville possédait plusieurs lignes de chemin de fer aériennes, éparpillées dans les différents comtés de la future ville de New York, qui constituaient à l'époque des entités administratives distinctes : le New York County (Manhattan et une partie du Bronx), le Kings County (Brooklyn et Williamsburg) et le Queens County (Queens).
Plusieurs lignes aériennes à vapeur furent construites sur les principales avenues de Manhattan. La première, du nom de West Side and Yonkers Patent Railway, fut construite entre 1867 et 1870 sous l'impulsion de l'ingénieur Charles Thompson Harvey (1829-1912). Fonctionnant grâce à une traction par câble, elle fut ouverte en 1868, et desservait Greenwich Street et la Neuvième avenue. C'est pour cette raison qu'elle prit le nom de IRT Ninth Avenue Line après l'accord passé en 1904 entre la ville et l'Interborough Rapid Transit Company. Par la suite, d'autres lignes furent construites sur les Deuxième, Troisième et Sixième avenues (cette dernière correspondant à l'actuelle Avenue of the Americas). Toutes ces lignes ont aujourd'hui disparu (la IRT Ninth Avenue Line ayant été fermée en 1940), mais elles ont un temps fait partie du réseau métropolitain de la ville.
De nombreuses lignes furent également construites sur plusieurs avenues du Kings County, qui correspond à l'actuel district de Brooklyn : Lexington Avenue, Myrtle Avenue, Troisième et Cinquième avenues, Fulton Street et Broadway. Elles étaient gérées par la Brooklyn Rapid Transit Company, créée le 18 janvier 1896 qui consolida l'essentiel des infrastructures ferroviaires de Brooklyn et du Queens entre 1896 et 1900. À la suite de la faillite de la BRT en 1919, l'ensemble des réseaux fut repris par une nouvelle entité, la Brooklyn-Manhattan Transit Corporation qui les exploita sous les noms respectifs de BMT Lexington Avenue Line, BMT Myrtle Avenue Line, BMT Third Avenue Line, BMT Fifth Avenue Line, Kings County Elevated Railway et BMT Jamaica Line, ces lignes aériennes ont, à l'instar des lignes de Manhattan, fait partie du réseau métropolitain de la ville de New York en leur temps. La plupart de ces lignes ont depuis été désaffectées, même s'il subsiste sur l'actuel réseau certaines structures d'origine évidemment renforcées et modernisées. Ces lignes étaient reliées à Manhattan par des voies situées sur le pont de Brooklyn. Six lignes de chemin de fer à vapeur avaient été mises en service dans le sud du Kings County, dans le but d'assurer la liaison avec diverses destinations touristiques telles que la presqu'île de Coney Island : exception faite de l'une d'entre elles (la Manhattan Beach Line), elles étaient, elles, aussi gérées par la Brooklyn-Manhattan Transit Corporation.

### La mise en place du métro

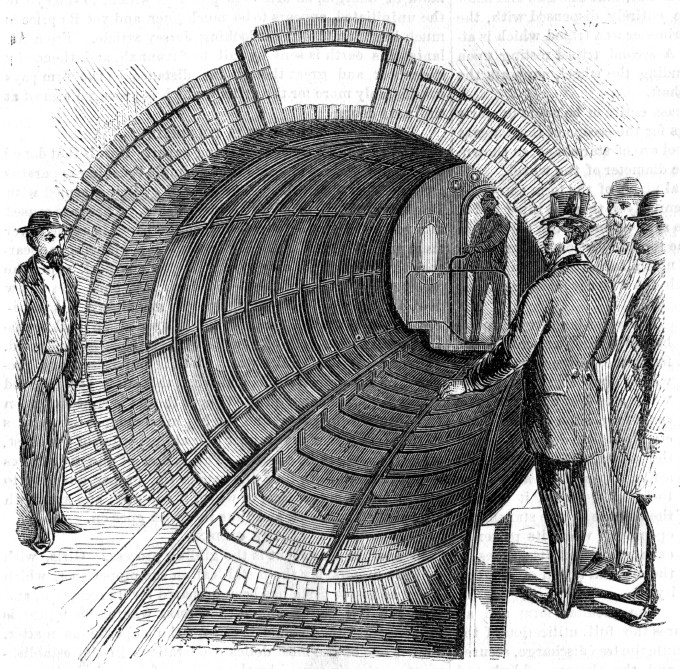
Entrée du tunnel du Beach Pneumatic Transit vue depuis l'une des deux stations. La pierre centrale au-dessus du tunnel contient l'inscription PNEUMATIC / 1870 / TRANSIT.

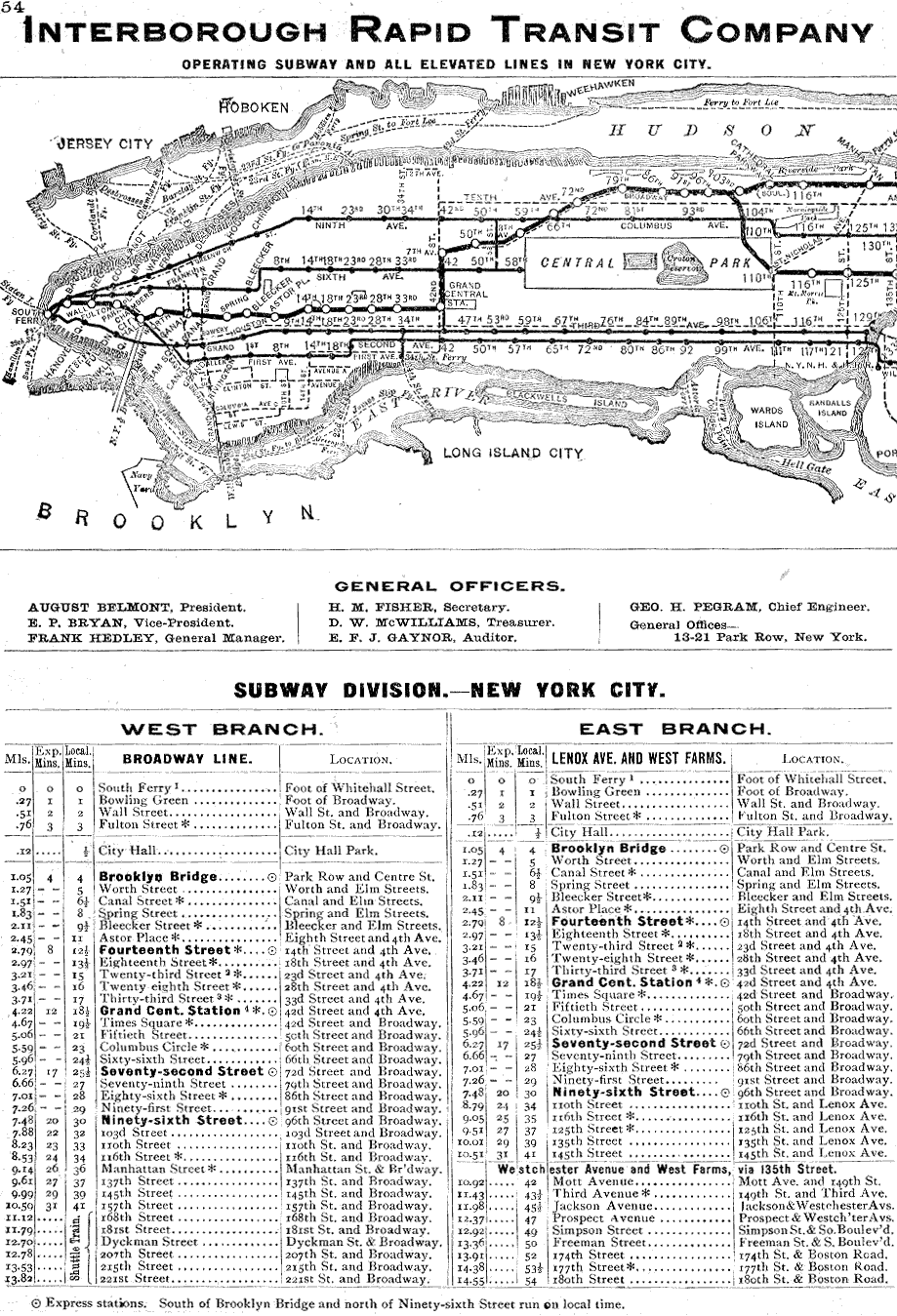
Le réseau de l'IRT en 1906.

#### Le Beach Pneumatic Transit: un métro embryonnaire
Le premier projet de transport souterrain à New York fut imaginé par l'inventeur Alfred Ely Beach en 1869. Son Beach Pneumatic Transit (Métro pneumatique Beach) ne s'étendait alors que sur une distance de 95 m sous Broadway dans Lower Manhattan, et concrétisait son idée d'un métro propulsé par une technologie de tube pneumatique plutôt que par un moteur à vapeur conventionnel. En dépit de son succès, le tunnel ne fut jamais prolongé à la fois pour des raisons politiques et financières, même si des prolongements avaient initialement été prévus pour aller vers The Battery au sud, et en direction de l'Harlem River au nord. Le tunnel de démonstration fut finalement fermé en 1873 et plus de trente ans s'écoulèrent avant que la ville ne décide de recreuser un réseau souterrain. Le tunnel de Beach fut détruit plus de 40 ans après sa construction, dans les années 1910, et ne fut donc jamais raccordé au réseau actuel.

#### Un développement rendu nécessaire par l'unification de la ville
L'histoire du métro de New York tel qu'il existe aujourd'hui débuta en 1898 avec la consolidation de la City of Greater New York (le « Grand New York »), qui réunissait la ville de New York (alors cantonnée à Manhattan et au Bronx), le Kings County (Brooklyn), le Queens County (Queens) et le Richmond County (Staten Island) pour former les cinq arrondissements de la ville moderne de New York.
À partir des années 1860, les conditions de circulation dans New York se dégradèrent fortement du fait de la congestion des réseaux. En outre, certains événements tels que le grand blizzard de 1888 contribuèrent à populariser l'idée du développement d'un réseau de transport souterrain. L'inauguration du pont de Brooklyn en 1883 joua un rôle important dans le rapprochement entre Manhattan et Brooklyn, mais ne permit pas de pallier la saturation des ferries, ce qui rendit nécessaire le développement d'un nouveau réseau. La nouvelle entité administrative créée par le rapprochement des différents counties décida alors que son réseau de transport en commun devait s'appuyer sur un système moderne de métro souterrain, le subway. Cependant, aucune entreprise privée ne voulant s'engager dans un projet aussi onéreux et dont la rentabilité restait hypothétique, la ville dut se résoudre à émettre des obligations afin d'en financer elle-même la construction. Elle signa toutefois avec un organisme privé, l'Interborough Rapid Transit Company (ou IRT), un contrat pour l'équipement et l'exploitation des lignes. Les recettes – issues du tarif fixe de cinq cents le ticket – étaient réparties entre la ville et cette compagnie.
La première ligne de métro souterraine de la ville de New York fut ainsi inaugurée le 27 octobre 1904, et connut un succès retentissant, trente-cinq ans après la construction de la première elevated line (voie aérienne de chemin de fer métropolitain), l'IRT Ninth Avenue Line, en 1868. Les plus anciennes infrastructures du réseau qui demeurent encore en service de nos jours (après plusieurs restaurations) datent ainsi de 1885 : appartenant initialement à la BMT Lexington Avenue Line, elles constituent à présent un tronçon de la BMT Jamaica Line, à Brooklyn. La première ligne, issue du Contract 1 reliait la mairie (City Hall) au Bronx. Une extension de la ligne fut prévue jusqu'à Atlantic Avenue, à Brooklyn sous le nom de Contract 2. Dans le même temps, à Brooklyn, la plupart des anciennes lignes à vapeur déjà existantes furent renforcées par la BMT. À l'époque de la création du métro, un débat eut lieu pour déterminer quel type de courant alimenterait la ville de New York. Deux éminentes personnalités s'opposèrent alors, l'inventeur américain Thomas Edison, favorable à l'utilisation du courant continu, et l'ingénieur serbe Nikola Tesla, favorable quant à lui à l'utilisation du courant alternatif. C'est finalement Tesla qui obtint gain de cause, et le courant alternatif devint la norme à New York. Cependant, la ville convertit ce courant alternatif en courant continu pour alimenter ses métros.
Avant même que le premier réseau de métro souterrain n'ouvre ses portes, les lignes furent fédérées au sein de deux organismes privés, la Brooklyn Rapid Transit Company (ou BRT, qui devint plus tard la Brooklyn-Manhattan Transit Corporation, ou BMT) et l'Interborough Rapid Transit Company (ou IRT, dont le nom signifie en français « compagnie de transport rapide inter-arrondissements ») créée par August Belmont. Une étape importante dans le développement du réseau fut la signature des Dual Contracts (« Contrats Doubles ») entre la ville et les deux acteurs privés en 1913. Au travers de ces contrats, la ville gardait la main sur la construction et le financement de toutes les lignes construites pour le compte de l'IRT, ainsi que la plupart des lignes construites et rénovées pour celui de la BRT, tout en leur laissant le soin de les opérer. Le Contract 3 fut ainsi signé entre la ville et l'IRT, et le Contract 4 entre la ville et la BRT. Ces contrats englobaient non seulement la création de nouvelles lignes, mais aussi la construction de connexions entre les lignes déjà existantes.

#### La grande « consolidation » (fusion): de trois réseaux à un seul
Face aux revendications politiques et aux critiques croissantes envers les acteurs privés, accusés de faire du profit aux dépens des contribuables, la municipalité décida de construire, équiper et exploiter un nouveau réseau elle-même, en le finançant par des investissements privés, mais sans partager les profits avec des acteurs privés. La construction de la première ligne de métro souterrain du nouveau réseau, entièrement géré par la ville de New York et baptisé Independent Subway System (ou IND), démarra ainsi en mars 1932 et commença à fonctionner en septembre de la même année. En plus de l'objectif de concurrencer les réseaux privés, ce nouveau réseau public avait aussi pour but de permettre la disparition de lignes de métro aériennes au profit de lignes souterraines.

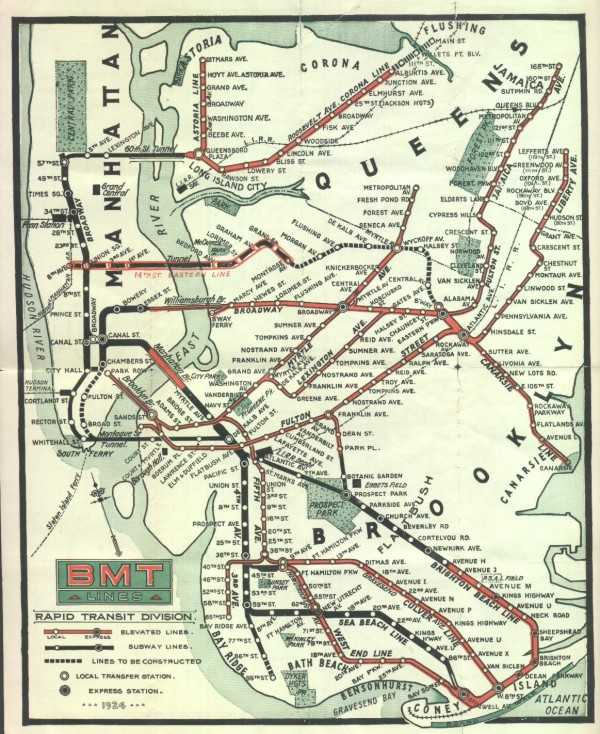
Le réseau de la BMT en 1924.

Même si la ville avait été en mesure de prendre le contrôle du réseau et de l'unifier avant même la signature des Dual Contracts (contrat avec les deux entreprises privées chargées de l'exploitation du métro) en 1913, ce n'est que lorsque Fiorello LaGuardia devint maire de la ville en 1934 que le processus s'engagea réellement. Après de nombreuses tractations, la ville racheta et prit le contrôle de la BMT et de l'IRT en 1940, afin de les réorganiser en un réseau unique aux côtés de l'IND. Avec un prix d'achat de 329M$, l'opération constitua alors la plus grosse fusion jamais réalisée dans le domaine ferroviaire aux États-Unis, ainsi que la plus grosse transaction financière jamais entreprise par la ville. L'une des premières conséquence de cette fusion fut la fermeture d'un certain nombre de lignes aériennes. L'unification fut lente et progressive, mais différentes correspondances furent toutefois mises en œuvre entre les réseaux IND et BMT, qui exploitèrent dès lors ensemble la Division B (gabarit B). En revanche, étant donné l'étroitesse de ses tunnels et de ses stations, incompatibles avec les rames de la Division B, l'IRT continua de gérer de manière autonome son propre réseau, baptisée Division A (gabarit A).
La fusion des réseaux marqua également la création du New York City Transit System (NYCTS) qui gérait alors l'ensemble des transports en commun de la ville (environ 1 220 km de métro souterrain, 700 km de voies ferrées et 130 km de lignes de bus). Il constituait alors le réseau de transport en commun le plus fréquenté au monde. En 1953, la NYCTS fut intégrée dans une nouvelle entité, la New York City Transit Authority (NYCTA), administration régissant l'exploitation de l'ensemble du réseau de transport en commun de la ville (métro, autobus et tramways). Cet organisme fut lui-même placé sous le contrôle de la Metropolitan Transportation Authority (MTA) en 1968.

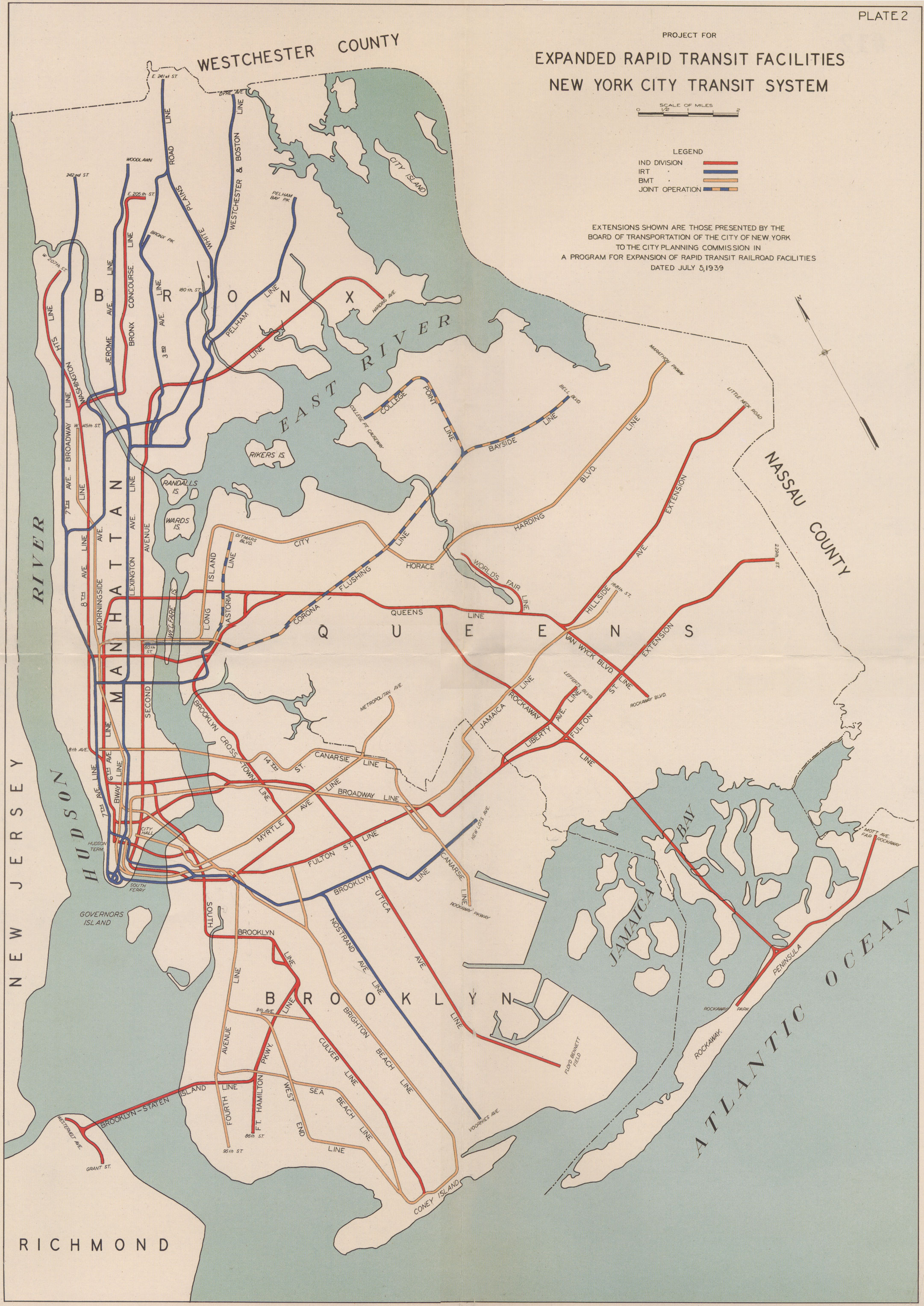
Le réseau du métro le 5 juillet 1939. On y voit encore les trois réseaux de l'IRT, de la BMT et de l'IND, moins d'un an avant la fusion.

Dans le sillage de la crise de 1929, le métro de New York connut une période difficile au début des années 1930. Le nombre annuel de voyages baissa ainsi de 424 millions entre 1930 et 1933. La ville s'engagea alors dans un programme de réduction des coûts, ce qui se répercuta en grande partie sur les employés, sous forme d'une réduction du temps de travail et de la suppression de certaines primes. En particulier, l'IRT et la BMT s'accordèrent avec les syndicats sur une baisse du salaire horaire de 10 % en 1932. Alors que le parti communiste avait commencé à organiser le regroupement des travailleurs du métro dès 1933, plusieurs salariés de l'IRT, de la BRT et de l'IND furent à l'origine de la création de l'un des syndicats les plus puissants du pays, le Transport Workers Union le 12 avril 1934. Le syndicat s'est par la suite fait connaître au travers de sa branche locale, le Local 100. Trois mouvements de grève importants ont eu lieu depuis lors : le premier en 1966, d'une durée de douze jours, le deuxième en 1980, pendant onze jours, et le dernier à compter du 20 décembre 2005, durant trois jours, les revendications portant alors sur les salaires et l'âge de la retraite.

### Les accidents du métro de New York
Le nombre d'accidents que le métro de New York a connu depuis le début de son histoire est relativement important. Cinquante accidents majeurs recensés sont survenus entre 1918 et 2015.
Le premier accident du métro recensé date du 3 octobre 1918. Un article du New York Times paru le lendemain rapporte qu'un train percuta un autre métro qui était à l'arrêt à la Jackson Avenue Station. Deux personnes trouvèrent la mort, et vingt-huit autres furent blessées.
Le pire accident de l'histoire du métro survint la même année, le 1er novembre, à quelques jours de la fin de la Première Guerre mondiale. Un métro de la Brighton Beach Line (qui faisait partie du réseau de la BRT) aborda un tunnel sous Malbone Street à une vitesse comprise entre 50 et 65 km/h, alors qu'il ne devait pas dépasser 10 km/h. La locomotive dérailla, et les deux voitures suivantes quittèrent complètement la voie. 93 personnes trouvèrent la mort, et 200 autres furent gravement blessées. Le conducteur du métro, Edward Luciano, n'avait pas beaucoup d'expérience sur les lignes de métro aériennes, et ne connaissait pas bien la Brighton Beach Line. Cet accident survint en période de grève, avec une nécessité de trouver des conducteurs remplaçants pour les métros.
Parmi les autres accidents majeurs, peut être cité celui du 20 mai 1970. Une nouvelle collision entre deux métros survint à un carrefour au niveau de Roosevelt Avenue dans le Queens, entraînant la mort de deux personnes. 77 personnes furent blessées. Une fois encore, le conducteur, un mécanicien et un superviseur furent jugés responsables, confirmant la thèse de l'erreur humaine. Plus récemment, le 28 août 1991, un train de la IRT Lexington Avenue Line dérailla, causant la mort de cinq personnes. Deux cents personnes furent blessées et le trafic fut perturbé pendant six jours. Le chauffeur, Robert Ray, était en état d'ébriété, et fut reconnu coupable d'homicide involontaire. Ce fut le pire accident depuis soixante-trois ans. Le 25 octobre 2000 : une voiture fut totalement détruite à la suite d'une collision, mais aucun passager ne fut blessé.
Les années 2000 ont également été marquées par plusieurs incidents. Le 29 avril 2007, deux employés de la NYCTA furent renversés par un train de la ligne G qui allait en direction du Queens. L'un des deux mourut, tandis que l'autre fut transporté à l'hôpital dans un état grave. Cinq jours plus tard, un autre employé fut tué par un train de la ligne 3 alors qu'il installait des balises de signalisation. Le 4 mai 2008, un train de la ligne N qui se dirigeait vers Brooklyn dérailla, entraînant une coupure temporaire du service, mais aucun blessé grave ne fut à déplorer. Le dernier accident majeur en date remonte au 13 février 2009, lorsqu'un train de la ligne D à destination de Coney Island dérailla avec 500 passagers à bord. Aucun mort ou blessé grave ne fut cependant à déplorer.

### Le 11 septembre 2001
Les attentats du 11 septembre 2001 ont provoqué des perturbations majeures sur le réseau de métro de New York, en détruisant certaines infrastructures et en coupant une partie des lignes. En particulier, l'effondrement des tours jumelles du World Trade Center provoqua des dégâts importants sur l'IRT Broadway-Seventh Avenue Line au niveau de la station WTC Cortlandt (nommée à l'époque Cortlandt Street) et des tunnels situés à proximité, ce qui contraignit les autorités à fermer la ligne au sud de la station. Du fait de l'affaiblissement des poutrelles en I soutenant la structure à la suite de l'effondrement des tours, le toit de la station commença à s'effondrer. Afin de restaurer la desserte des stations de Rector Street et South Ferry au sud, les restes de la station furent détruits, et des murs furent construits à l'endroit où se situaient les quais. Les tunnels ainsi que les voies situées à proximité de la station, qui traversaient ground zero furent entièrement reconstruits. La ligne rouvrit le 15 septembre 2002, les trains contournant l'ancienne station de Cortlandt Street. L'entrée nord de la station Cortlandt Street était située sous une cage d'escaliers qui donnait sur la plaza du World trade Center,. Alors que l'entrée, à l'instar de la station, fut détruite, la cage d'escaliers résista à l'effondrement des tours et fut baptisée Survivors' Staircase.
En octobre 2008, la Port Authority of New York and New Jersey annonça dans un rapport être parvenue à un accord avec la MTA pour reconstruire la station de Cortlandt Street. Afin de rendre le processus de construction plus efficace, il fut décidé dans le contrat de construction du futur World Trade Center Transportation Hub que la MTA paierait la Port Authority pour exécuter les travaux. La première phase des travaux devait consister en une excavation de la structure du tunnel qui devait être terminée pour le deuxième trimestre de 2010 avant que les travaux effectifs de construction de la station ne commencent au troisième trimestre. Les finitions commenceraient quant à elles au deuxième trimestre 2011. Dans son rapport du deuxième trimestre 2010, la Port Authority confirma que l'excavation sous la structure du tunnel du World Trade Center était quasiment terminée, et que la construction de la station commencerait comme prévu au troisième trimestre de 2010. En date de septembre 2011, les travaux étaient toujours en cours dans l'entresol de la station et sur les quais, avec une ouverture partielle prévue pour 2014.
La station World Trade Center utilisée par le PATH et reliée au réseau métropolitain de la ville fut également fortement touchée par les attentats. Partiellement détruite, elle fut remplacée par une station temporaire qui ouvrit le 23 novembre 2003. La station fait actuellement l'objet d'un projet majeur de reconstruction à la suite duquel elle devrait prendre le nom de World Trade Center Transportation Hub. La fin des travaux est prévue pour le deuxième trimestre de 2015.

## Le réseau métropolitain actuel

### Le métro en chiffres
En dehors d'une légère chute conjoncturelle entre 2008 et 2009, la fréquentation du métro de New York continue à augmenter de manière régulière. En 2014, 5,6 millions d'usagers par jour ont été dénombrés, contre 5,1 millions en 2009 et 4,5 millions en 2002 (soit environ 24 % de hausse en douze ans). Il s'agit de la plus importante fréquentation du métro depuis 1949. Le nombre record journalier de passagers date de septembre 2005, avec un pic à 7,5 millions d'usagers. Le nombre annuel de voyageurs a quant à lui atteint 1,75 milliard en 2014 contre à 1,58 milliard en 2009,, soit le plus haut total depuis 1948. En 2013, le métro de New York était ainsi le septième métro mondial quant au nombre annuel de voyageurs,. En 2014, la distance totale parcourue par l'ensemble des métros du réseau s'est élevée à 1,6 million de kilomètres, ce qui représente plus de 581 millions de km sur l'année. La station la plus fréquentée de la ville est celle de Times Square, située au cœur de Manhattan et du réseau métropolitain, avec quelque 66 millions de voyageurs.
Le métro est le principal consommateur d'électricité de la ville de New York. En effet, pendant les heures de pointe, la consommation en puissance peut atteindre 500 mégawatts, et avec 1,8 TWh/an, le métro de New York consomme une quantité d'électricité équivalente à celle qui alimente une ville américaine d'environ 300 000 habitants telle que Buffalo.
D'un point de vue comptable, la MTA publie chaque année les résultats financiers ainsi que le budget du métro de New York. Sur l'exercice 2013, les revenus d'activité du métro ont été de l'ordre de 4,5 milliards de dollars ce qui représente près de 58 % du chiffre d'affaires de la MTA. Cependant, les coûts engendrés par la gestion de l'ensemble du réseau de la MTA sont structurellement supérieurs aux recettes. Sur la même période, les dépenses opérationnelles se sont ainsi élevées à 6,9 milliards de dollars. Le résultat opérationnel net du métro de New York laisse apparaître un déficit de 5,3 milliards de dollars une fois la dépréciation prise en compte. Pour combler ce déficit, la ville intervient au travers d'un financement sur fonds publics.
La New York City Transit Authority (métros et bus) emploie environ 45 500 personnes. Ce chiffre englobe, en plus des opérateurs et des responsables de maintenance, les avocats, les ingénieurs, les électriciens, les programmeurs informatiques, les comptables, les urbanistes et une centaine d'autres professions.

### Les infrastructures actuelles

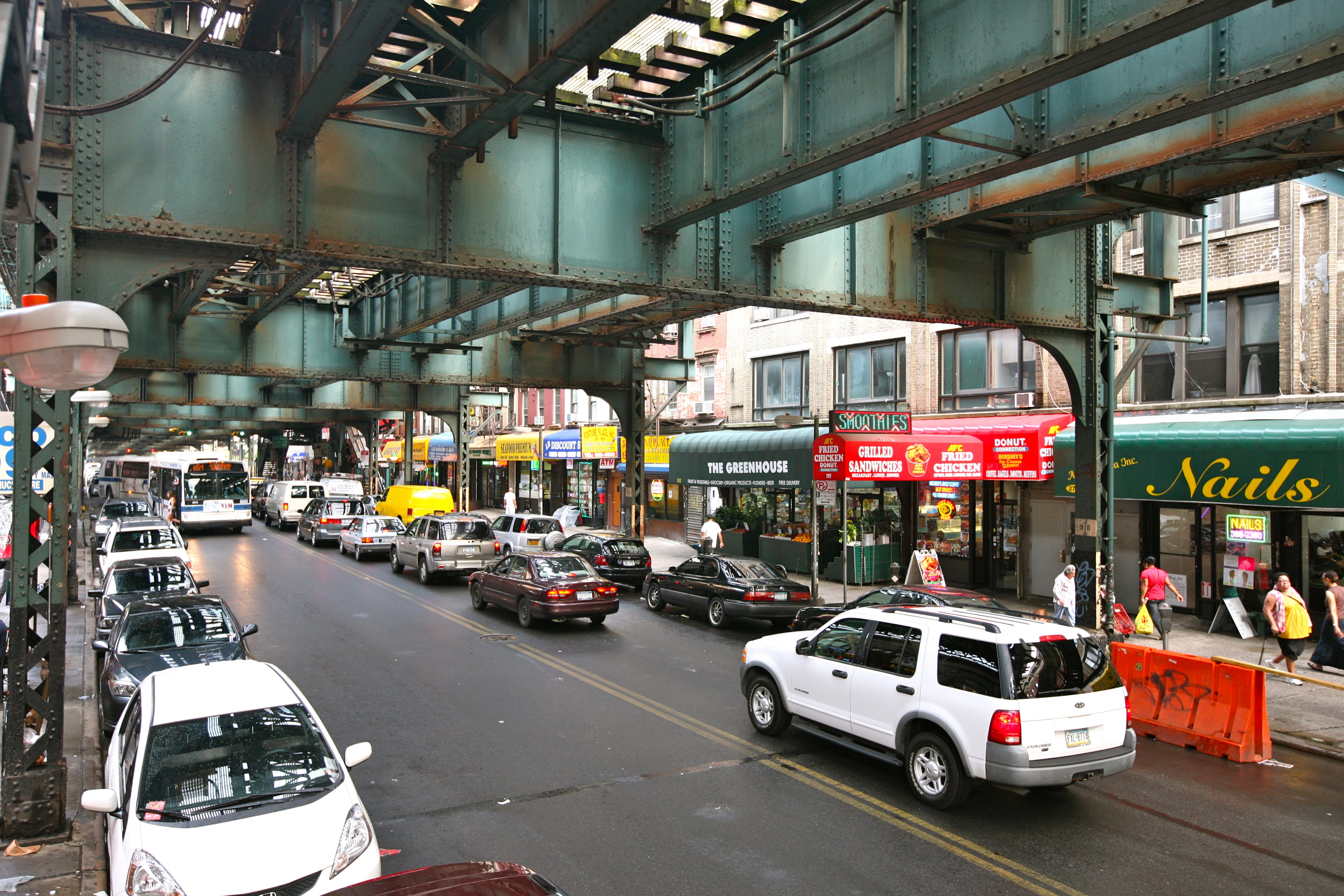
Rue typique sous une ligne aérienne. Les lignes sont pour la plupart aériennes en dehors de Manhattan.

Le réseau du métro de New York comporte 399 km de lignes ce qui représente environ 1 050 km (660 miles) de voies commercialement exploitées, et environ 1 350 km (840 miles) de rails au total si les autres voies (voies de garage, voies de maintenance) sont prises en compte. La tension électrique totale reçue par le réseau avant conversion pour utilisation dans les troisièmes rails s'élève à 27 000 volts. Les troisièmes rails utilisent quant à eux une tension de 652 volts.
La plupart des stations actuelles possèdent des quais dont la longueur varie entre 122 et 213 mètres, afin d'accueillir un maximum de passagers. Les différences de longueur entre les stations sont liées au fait qu'elles ont été construites par trois compagnies différentes (IRT et BMT, puis IND). L'entrée dans le métro se fait par l'intermédiaire d'escaliers, que les lignes soient souterraines ou aériennes, car les infrastructures ne sont jamais situées au niveau des rues. Dans toutes les stations, les voyageurs peuvent acheter des MetroCard, une carte magnétique qui est valable à la fois dans le métro et dans le bus. Ces MetroCard sont fournies par la MTA. Les usagers pénètrent dans les stations, et utilisent leur MetroCard pour franchir un portillon qui donne l'accès aux voies. Le métro de New York est ainsi organisé comme ceux de Paris, ou Londres.
Les tunnels du métro ont été construits de plusieurs manières. À l'époque de l'ouverture du métro de l'IRT en 1904, la construction des tunnels se faisait selon la méthode de tranchée couverte (« creuser, couvrir »). Les routes étaient détruites afin de creuser les tunnels, puis une fois le tunnel terminé, la route était reconstruite par-dessus. Cette méthode fonctionnait bien lorsque la terre ou le gravier étaient souples. Pour les portions où le sol était plus épais, avec des roches de fond par exemple, un tunnelier était nécessaire.

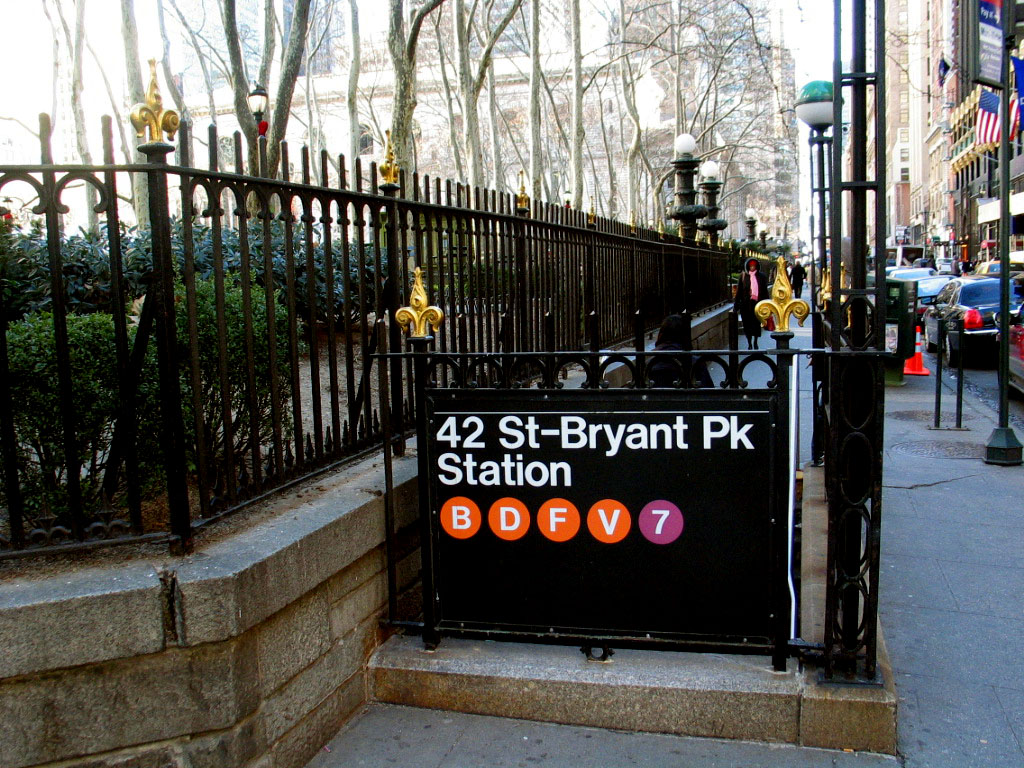
Panneau d'entrée de la station Fifth Avenue – Bryant Park, à Manhattan.

Une rame de métro comporte en moyenne huit à onze voitures, bien que les navettes (lignes S) puissent ne posséder que de deux à quatre voitures. La taille de chaque rame peut ainsi varier entre 46 et 183 mètres. En règle générale, les trains qui proviennent de l'Interborough Rapid Transit Company (lignes désignées par un chiffre) sont plus courts et plus étroits que ceux qui proviennent de la Brooklyn-Manhattan Transit Corporation et de l'Independent Subway System (lignes désignées par une lettre). Il en résulte que les rames de la Division A, c'est-à-dire celles qui proviennent de l'IRT (avec des sections aux tunnels plus étroits, des virages plus serrés, et des espaces entre les plateformes plus étroits que la BMT/IND) ne peuvent pas circuler sur les voies de la Division B, car bien que cela soit techniquement possible, l'espace entre la rame et le quai serait trop important, et ne garantirait pas les conditions de sécurité nécessaires. En revanche, l'ensemble des trains de maintenance provient de la Division A, étant donné que ces trains sont compatibles avec l'ensemble des rails du réseau.
Lors du départ des rames dans la plupart des stations, un message de sécurité annonce « Stand clear of the closing doors, Please! », ce qui signifie « Tenez-vous à l'écart des portes lors de leur fermeture ». Il s'agit de l'équivalent du « Mind the gap » du métro de Londres. Sur le plan de la typographie, l'ensemble de la signalétique du métro de New York utilise la police Helvetica.

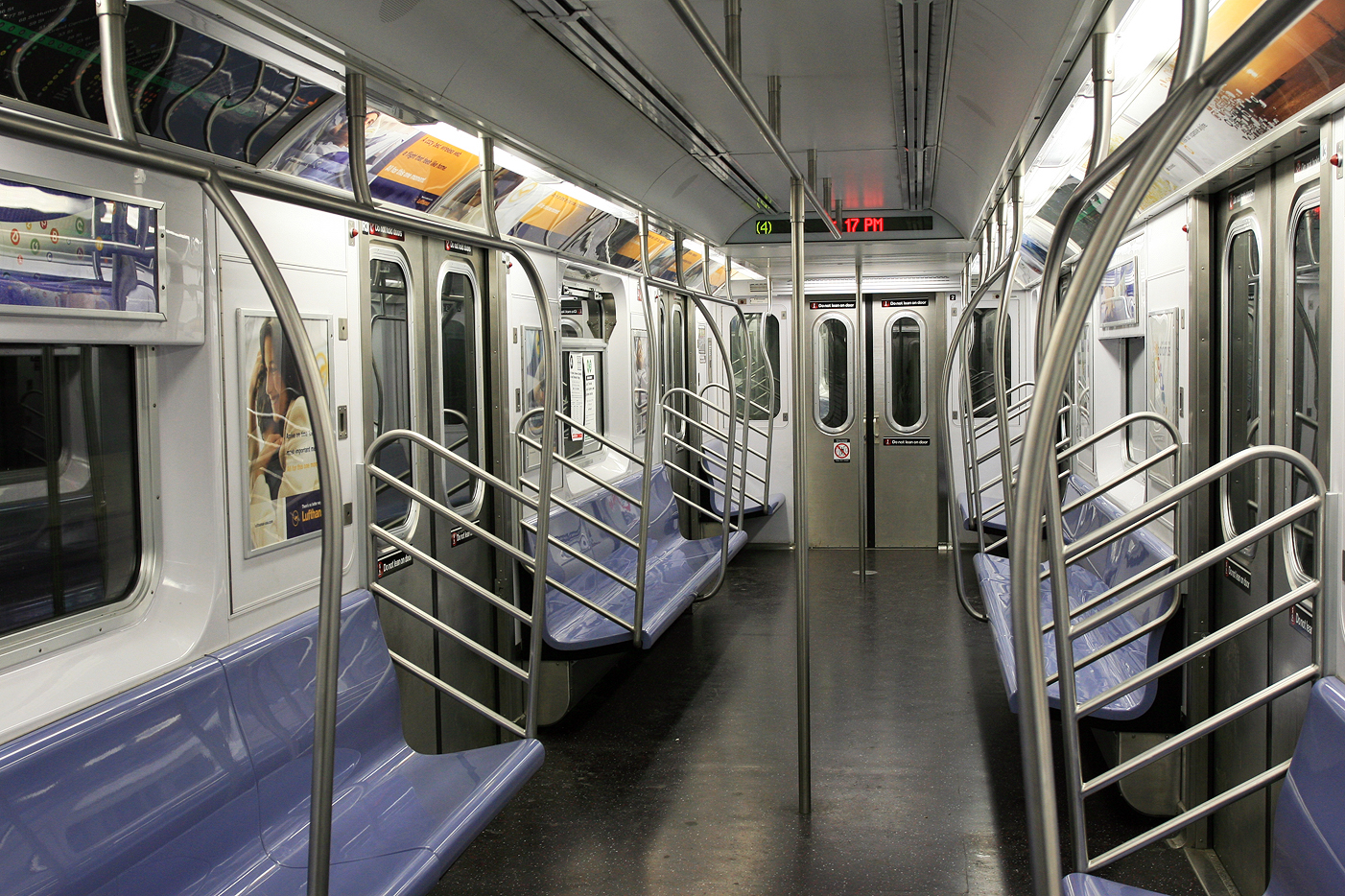
Intérieur d'une voiture nouvelle génération (R142).

### Fonctionnement du réseau

#### Une organisation complexe

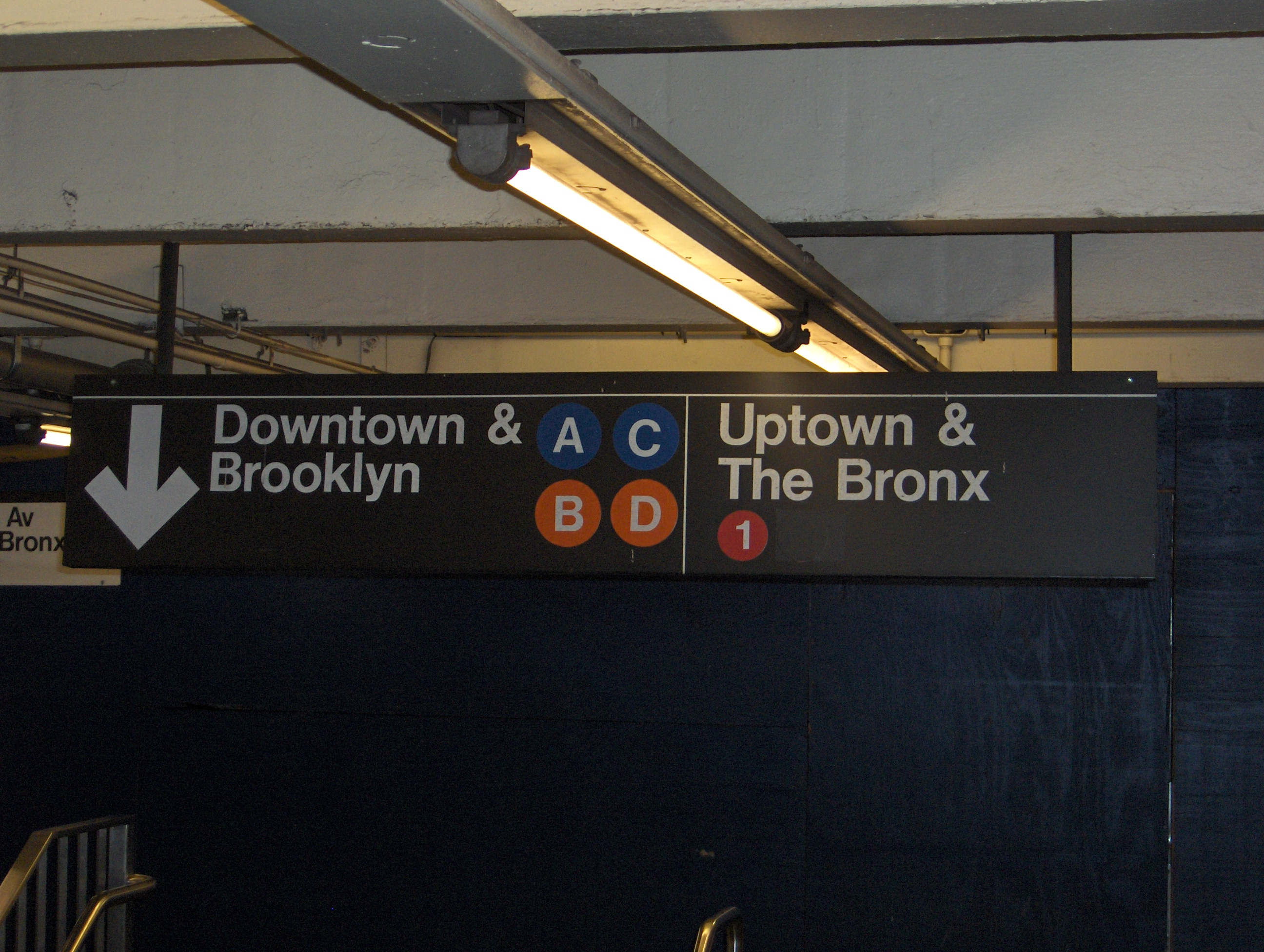
Panneau d'indication dans une station présentant la terminologie Uptown-Downtown, symbole de la complexité du réseau.

L'organisation du métro de New York est plus complexe que celle du métro de Paris ou de Londres, du fait de la multitude d'entrées et de niveaux, du côtoiement de lignes express et omnibus et de la fréquentation élevée. Il est ainsi nécessaire de se familiariser avec l'organisation des lignes et la signalisation, peu intuitive de prime abord pour pouvoir se repérer. À Manhattan, le métro se déplace quasiment toujours sur un axe nord-sud, car les lignes sont la plupart du temps situées sous les grandes avenues. Pour rejoindre le nord, ou une autre partie de la ville via le nord de Manhattan, il faut ainsi prendre les métros dans la direction « Uptown », alors que pour se rendre dans le sud de l'île, il faut suivre la direction « Downtown ». Cela constitue une première difficulté car, du fait du nombre de voies sur un même quai (qui varie entre deux et quatre), il est parfois nécessaire, lorsque l'on s'est trompé, de remonter les escaliers voire sortir de la station et repayer pour trouver un métro qui va dans la direction opposée.

Métros 4-5-6, qui utilisent la ligne Lexington Avenue sont identifiées par la même couleur, ici le vert. Les dessertes spéciales (express ou en heures de pointe, ici sur la ligne (6)) sont désignées par un losange, tandis que les dessertes normales sont désignées par un logo rond.

Dans Manhattan, la plupart des lignes empruntent des sections communes, ce qui justifie leur nom de service en anglais. Sur un même quai, une, deux, voire trois lignes différentes peuvent ainsi circuler, ce qui constitue une difficulté supplémentaire pour les usagers. Cette coexistence de plusieurs lignes sur des mêmes tronçons est historique : dans Manhattan, centre névralgique du réseau, les lignes sont regroupées dans des « couloirs » (« lines » en anglais) situés sous les grandes avenues. Elles sont alors identifiées par un code couleur au-delà de la désignation par des chiffres ou par des lettres, par exemple :
- Broadway–Seventh Avenue, couleur rouge, pour les services 1, 2 et 3 ;
- Lexington Avenue, couleur verte, pour les services 4, 5 et 6 ;
- Eighth Avenue, couleur bleue, pour les services A, C et E.

En dehors de Manhattan, ainsi qu'au nord de l'île, la plupart des services suivent des tracés différents, et reprennent alors un sens de « ligne » comme on l'entend sur un réseau tel que le métro de Paris, en empruntant des tronçons différents. Par exemple la BMT Fourth Avenue Line est empruntée par les lignes D (couleur orange), N (jaune) et R (jaune).
Par ailleurs, le réseau est subdivisé en différents types de desserte. Les différentes lignes qui empruntent une même section peuvent être soit des omnibus (local trains, signalés par un logo rond) qui s'arrêtent dans toutes les stations, soit des express trains (signalés par un logo en losange) qui ne font halte que dans les stations principales. Dans ce cas, les sections de ligne comportent quatre voies : les deux voies du milieu (accessibles par des quais centraux dans les stations majeures) sont utilisées par les lignes express, alors que les voies latérales sont fréquentées par les lignes omnibus. En outre, certaines lignes (comme la J et la Z qui empruntent la BMT Nassau Street Line) utilisent le skip-stop (littéralement « saut de station ») pendant les heures de pointe. Dans ce cas, seul un métro sur deux est omnibus et s'arrête dans toutes les stations, afin de fluidifier le trafic entre les stations principales.
Il faut donc veiller, pour rejoindre une station particulière, à être à la fois sur le bon quai et emprunter la bonne rame pour s'y rendre, car il se peut que le train ne desserve pas la station désirée pour la simple raison que celui-ci n'est pas un omnibus. Sur le plan du métro, les stations desservies par les services express sont indiquées par un point blanc, tandis que celles qui sont desservies uniquement par un service local sont indiquées par un point noir. De plus sous le nom de chaque station est indiqué la lettre ou le chiffre du (ou des) service(s) qui la dessert.

#### Les horaires
En semaine, la journée est séparée en plusieurs tranches horaires, qui déterminent le « régime » des lignes (omnibus, express, skip-stop, trains supplémentaires, etc.). Les heures de pointe (peak hours) correspondent à deux tranches horaires (6 h 30 - 9 h 30, puis 15 h 30 - 20 h). Les middays correspondent à la partie de la journée située entre 9 h 30 à 15 h 30. C'est l'heure du déjeuner, et beaucoup de gens empruntent le métro. Les soirées correspondent à la période comprise entre 20 heures et minuit, les lignes disponibles sont moins nombreuses, et desservent surtout les grands lieux touristiques : Times Square, Madison Square Garden, Broadway, etc. Entre minuit et 6 h 30 (late nights), tous les métros ne fonctionnent pas, et le nombre de rames qui circulent est moins élevé, d'où des temps d'attente plus longs entre les trains. Le métro fonctionne également en continu pendant le week-end. Bien que certaines stations ferment la nuit, ou lors des weekends, le métro de New York est l'un des seuls au monde à proposer un réseau métropolitain qui fonctionne 24 heures sur 24, avec le PATH (train de banlieue qui lie Manhattan au New Jersey) et le PATCO Line (qui lie le sud du New Jersey à Philadelphie). Cela s'explique par la présence de quatre voies sur la plupart des lignes du réseau. Ainsi, lors des travaux d'entretien (nettoyage ou rénovation), deux voies au moins restent toujours utilisables, ce qui permet d'assurer un trafic permanent dans les deux sens.

#### Les stations

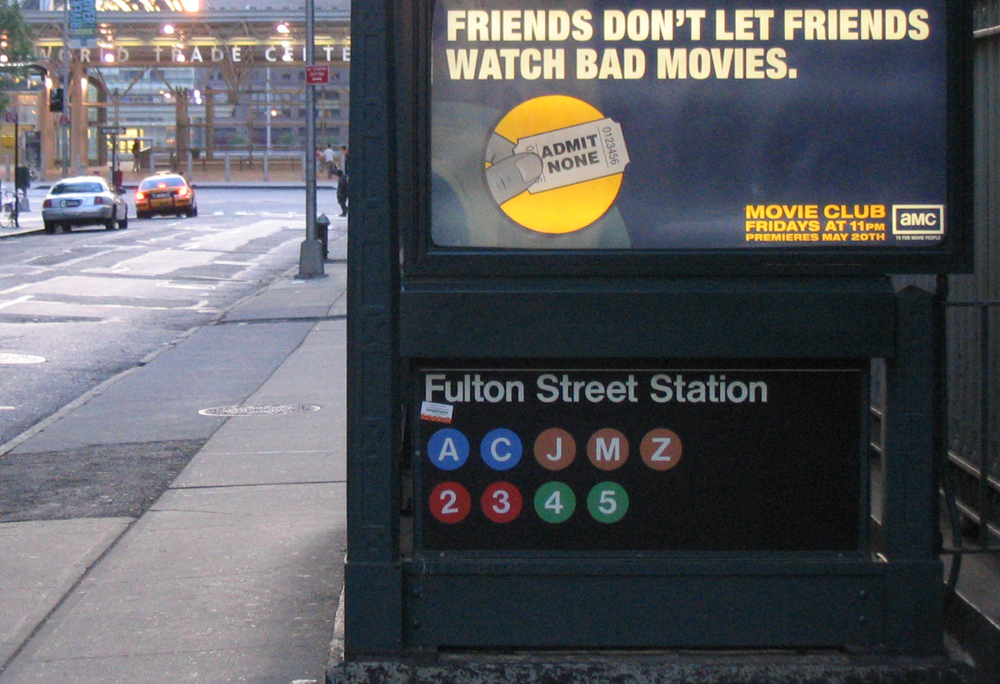
Entrée de la station de Fulton Street, au sud de Manhattan.

Le réseau compte 472 stations. Elles sont situées à travers les arrondissements de Manhattan, Brooklyn, Queens et du Bronx — Staten Island n'étant desservie que par la Staten Island Railway, ligne spécifique qui n'est pas encore raccordée au réseau. Il n'y a pas de distance type entre les stations ; elles peuvent être très rapprochées sur les local trains (seulement 4 à 6 blocs à Manhattan, un bloc étant équivalent à une distance de 60 m environ, 9 à 11 blocs ailleurs), où beaucoup plus distantes (un mile ou plus) sur les lignes express. À titre d'exemple, sur la Lexington Avenue Line, la distance entre les stations express de 125th St., 86th St. et 59th St. est de plus de 20 blocks. Avec 472 stations, le métro de New York n'a que 35 stations de moins que toutes celles des autres métros du pays réunis.
Les stations sont parfois de véritables complexes, à l'instar de celle de Times Square. Celles-ci regroupent de très nombreuses lignes, mais elles ne sont pas toujours situées à proximité les unes des autres : par exemple à Times Square, un usager qui a emprunté la ligne 1 jusqu'à la station Times Square – 42nd Street et désirant prendre la correspondance avec la ligne A, devra marcher sur une distance importante, car les stations homonymes des deux lignes sont situées respectivement sous la 7th Avenue et sous la 8th Avenue.
En outre, le nombre de stations accessibles aux personnes à mobilité réduite reste relativement faible et les stations équipées sont les terminus ou les stations à grande affluence. L'absence d'escalier mécanique dans les stations rendent le métro difficilement accessible aux personnes handicapées ainsi qu'à celles transportant leurs enfants.
Une nouvelle station, le Fulton Street Transit Center, remplace l'ancienne station de Fulton Street au croisement de Fulton Street et Broadway. Sa mise en service a eu lieu en juin 2014. Elle est pourvue de boutiques et de restaurants. Son aspect extérieur est un cône en verre et les accès aux lignes sont améliorés. Le Fulton Transit Center permet d'accéder aux lignes 1, 2, 3, 4, 5, A, C, J et M.
La station la plus élevée du réseau (Smith Ninth Streets) est située à 26,8 mètres de hauteur. La station de 191st Street est quant à elle située à 55 mètres sous terre, ce qui en fait la station la plus « profonde » du réseau. Le réseau compte également de nombreuses stations tombées en désuétude. Alors que certaines sont aujourd'hui utilisées pour le stockage de matériel, certaines sont totalement abandonnées. Enfin, certaines stations toujours utilisées ont vu une partie de leurs quais fermés il y a des années.

#### Les moyens de paiement: des jetons au sans-contact

Une MetroCard.

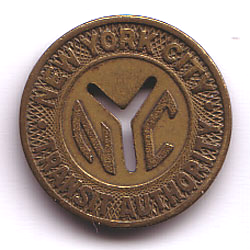
Le jeton, ancien moyen de paiement.

Il n'existe actuellement plus qu'un moyen de paiement valable dans le métro : la MetroCard mais les jetons constituaient autrefois l'unique moyen de paiement dans les transports en commun new-yorkais.
De l'inauguration de la première ligne en 1904 à l'unification du réseau en 1948, le tarif d'un voyage en métro était de 5 cents, quelle que soit sa longueur. Le 1er juillet 1948, le prix du voyage doubla à 10 cents. Il connut ensuite plusieurs augmentations successives, passant à 15 cents lors de la création de la New York City Transit Authority (NYCTA) en 1953.
Jusqu'en 1994, seul le jeton (token) était utilisé pour payer les voyages, et traverser les tourniquets. Cependant, ce système posait un certain nombre de problèmes. En premier lieu, le système des jetons et des tourniquets donna lieu au développement d'arnaques et de fraudes. L'une des plus fréquentes consistait à obstruer une partie de la fente servant à insérer les jetons par une feuille de papier. Par ce biais, les passagers qui y introduisaient un jeton ne parvenaient pas à passer le tourniquet, ce qui les contraignait à utiliser un autre jeton au tourniquet voisin. L'auteur de la fraude n'avait alors plus qu'à récupérer le jeton coincé par la feuille de papier en aspirant avec sa bouche. Cette fraude très répandue pouvait être répétée à de nombreuses reprises tant qu'aucun officier de police ne le remarquait. Afin de lutter contre ce phénomène, certains employés du métro n'hésitaient pas à vaporiser une poudre au chili pour dissuader les fraudeurs de « sucer les jetons ».
Un autre problème lié à l'utilisation des jetons se manifesta à la fin des années 1980 et au début des années 1990 lorsque plusieurs usagers du métro se rendirent compte que les jetons du Connecticut Throughway (le Connecticut étant un état voisin) étaient de même taille et même poids que ceux du métro de New York. Comme ces jetons coûtaient moins cher, ils apparurent peu à peu dans le métro de New York, mais en fin de compte, la supercherie étant devenue trop fréquente, la taille des jetons du Connecticut Throughway fut modifiée.
La dernière édition des jetons fut créée en 2003 et possédait un trou en son centre. Ils furent progressivement supprimés lorsque le tarif unitaire de voyage passa à deux dollars. Les derniers jetons furent vendus le 13 avril 2003.
En 1994 la MTA lança la MetroCard, un nouveau moyen de paiement valable dans le métro comme le bus. Cette carte magnétique rechargeable permet aux voyageurs d'utiliser dans le réseau métropolitain pour une somme prépayée à un guichet ou dans une machine automatique (carte Pay-per-ride) ou de disposer d'un nombre illimité de voyages pendant une durée déterminée (carte Unlimited ride pour une semaine ou un mois). En 1997, la MetroCard fut améliorée, permettant des correspondances gratuites entre les métros et les bus et entre deux bus de la MTA pendant une durée de deux heures après le paiement du voyage. En 2003, le jeton fut supprimé, sauf pour les trajets à l'unité, et la même année, la MTA augmenta le prix du voyage à 2 $ malgré les nombreuses contestations. Fin avril 2016, le prix du voyage à l'unité est de 2,75 $.
Parallèlement à l'introduction de cartes fonctionnant sur le principe de radio-identification sur le réseau du PATH, le SmartLink, au printemps 2006, la MTA a également lancé un programme pilote de six mois pour tester de nouvelles cartes à puce sans-contact pour le paiement des trajets. Le programme, qui devait s'achever le 31 décembre 2006 a finalement été prolongé jusqu'au 31 mai 2007, et a été testé sur l'ensemble des stations de l'IRT Lexington Avenue Line à Manhattan, ainsi que dans quelques stations des autres arrondissements. Il utilisait le paiement sans contact Paypass de MasterCard. Un autre programme pilote a été lancé à l'échelle régionale en 2010 sur le métro de New York, le PATH et le Metro-North Railroad. L'un des enjeux des smart cards est de réduire le temps de passage aux tourniquets et donc d'améliorer la fluidité de circulation des passagers. Toutefois, l'amélioration de leur rentabilité financière est également au cœur du débat. Alors que la MTA envisageait le passage à un nouveau moyen de paiement, et donc la disparition progressive des Metrocards à partir de 2012, aucune introduction n'est prévue à court terme sur le réseau. Dans le même temps, l'augmentation des coûts d'exploitation liés à l'entretien du réseau, ainsi que les critiques quant au coût de production des Metrocard, mettent la ville de New York sous pression pour trouver une autre solution au plus vite, alors que d'autres villes comme Philadelphie et Chicago ont déjà développé des solutions sans-contact.

#### Mesures de sécurité anti-terroristes
Depuis les attentats du 11 septembre 2001, la MTA a voulu mettre en place une politique beaucoup plus drastique par rapport à la prise de photographies ou de vidéos dans le métro, allant jusqu'à proposer une interdiction de prendre des photos dans les stations ou les rames du réseau en juin 2004. Cependant, face aux critiques émanant à la fois des usagers et des groupes de défense des droits civils, la mesure fut rejetée. La mesure fut de nouveau proposée en novembre 2004 mais connut le même sort. Malgré cela, certains policiers et employés de la MTA n'hésitèrent pas à harceler les gens qui prenaient des photos ou des vidéos dans l'enceinte du métro.
Par conséquent, le 3 novembre 2009, le New York City Police Department (NYPD) publia une directive destinée aux agents afin de réaffirmer qu'il est légal de prendre des photos dans le métro tant que cela ne donne pas lieu à des soupçons d'activités illégales. Le code de conduite de la MTA a également été adapté en conséquence, et stipule aujourd'hui qu'il est légal de prendre des photos du moment que certaines restrictions sont respectées. Ces dernières incluent par exemple l'interdiction d'utiliser des équipements auxiliaires (trépieds, réflecteurs) à moins de posséder une accréditation spéciale délivrée par le New York City Police Department.
Le 22 juin 2005, en réponse aux attentats de Londres, la police de New York a mis en place un dispositif aléatoire de fouille des bagages de voyageurs, au niveau des tourniquets. Le but est de tenter d'éviter de nouveaux attentats à la bombe dans une ville déjà frappée en son cœur lors des attentats du 11 septembre 2001. La police de la ville a tenu à préciser que les fouilles se feraient bien au hasard, et non en fonction de la couleur de peau, pour éviter des débordements et des soupçons de racisme. Cependant, la police de New York a été critiquée par plusieurs associations qui jugent que les fouilles aléatoires sont inefficaces si elles ne sont pas accompagnées d'une évaluation réelle des risques. En particulier, Donna Lieberman, directrice exécutive de la New York Civil Liberties Union a jugé que ces mesures étaient « sans précédent, en inadéquation avec la loi et inefficaces » avant d'ajouter: « Il est essentiel que la police soit intransigeante dans le maintien des conditions de sécurité dans les transports publics. Mais notre préoccupation bien réelle par rapport au terrorisme ne justifie pas le fait que la NYPD assujettisse des millions de personnes innocentes à des fouilles aléatoires, et avec une approche qui ne permet pas d'identifier des personnes susceptibles de perpétrer des actes terroristes, et qui a peu de chance d'avoir des effets dissuasifs sur des activités terroristes »,. Malgré les critiques, les mesures de fouille préventives ont été soutenues par la Cour d'appel des États-Unis pour le deuxième circuit à la suite de l'affaire  MacWade v. Kelly.
Le 11 avril 2008, la MTA a reçu un camion spécial de la société Ferrara Fire Apparatus afin de pouvoir répondre à la menace de substances dangereuses. Ce camion, qui est entré en service trois jours plus tard permettra notamment de répondre à une éventuelle attaque chimique ou bioterroriste.
En septembre 2009, un Afghan-américain du nom de Najibullah Zazi et se réclamant d'Al Qaeda a été arrêté en compagnie de complices, et a plaidé coupable alors qu'il était accusé de préparer une attaque terroriste contre le métro de New York. Il a ainsi avoué qu'il envisageait des attaques suicide dans le métro pendant les heures de pointe au cours de ce même mois,,.

### Le code de conduite
Comme dans de très nombreux métros dans le monde, un code de conduite et de répression a été mis en place dans le réseau métropolitain de New York. Des amendes de 100 $ et des peines de prison (10 jours) ont ainsi été instaurées lors de la violation des interdictions suivantes :
- sauter par-dessus les tourniquets, même avec une MetroCard valable ;
- utiliser une bicyclette ;
- utiliser des roller, des skateboards (planches à roulettes), ou une trottinette ;
- se déplacer entre les voitures lorsque le métro est à l'arrêt ;
- mettre les pieds sur les sièges ou sur les bancs des quais ;
- mettre des sacs sur un siège libre lorsque le métro est bondé ;
- boire de l'alcool ;
- transporter un liquide dans un contenant qui ne ferme pas.

### Le matériel roulant

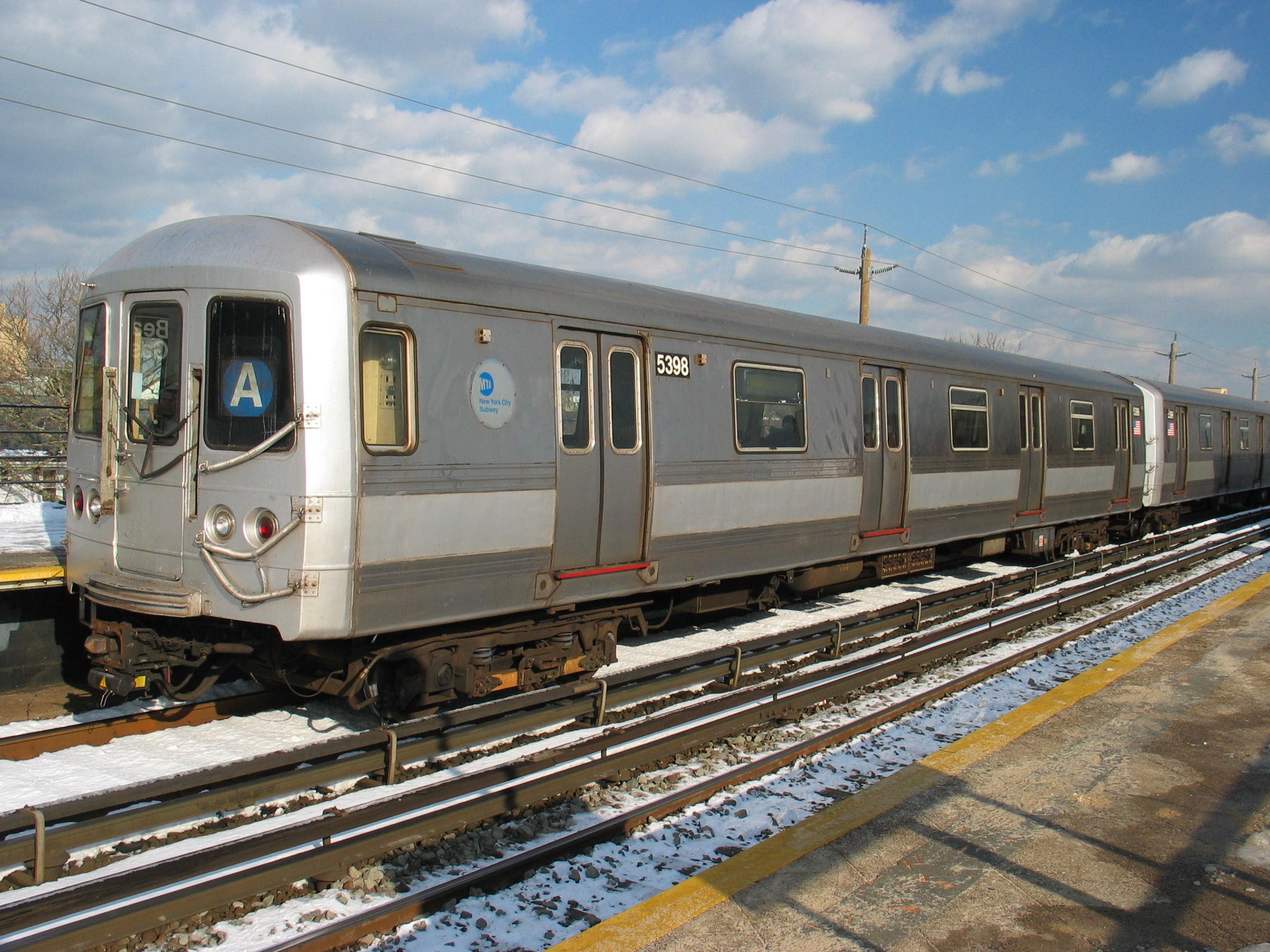
Rame de métro de type R44 (ligne A).

Le métro de New York possède la plus grande flotte de rames de métro au monde. En date de 2013, elle se composait de 6 325 voitures sur la liste de la New York City Transit Authority,. Une rame typique est composée de l'assemblage de huit à onze voitures, dont la longueur varie entre 46 et 183 mètres. Certaines rames courtes ou navettes (shuttles) ne sont composées que de deux voitures. Les trains, achetés par la ville de New York depuis 1948 sont identifiés par la lettre R, suivie d'un numéro, comme R44. Ces numéros correspondent aux contrats sous lesquels les trains ont été acquis par la ville. Il se peut ainsi que des trains qui ont un numéro différent soient identiques, ayant simplement été achetés à des dates différentes, et donc sous des contrats différents.
Le réseau est composé de deux parcs de trains bien distincts, qui correspondent aux deux « divisions » (gabarits) utilisés à l'origine du réseau : la Division A (IRT) et la Division B (IND et BMT). En effet deux gabarits sont utilisés, ce qui empêche de faire circuler un type de train unique. Ainsi, les trains de la Division A ont une largeur de 2,7 mètres et une longueur de 15,5 mètres, alors que ceux de la Division B ont une largeur de trois mètres et une longueur de 22,8 mètres. Cela explique en outre le faible nombre de correspondances entre les deux Divisions. Ces divergences de taille tiennent au fait que les métros de l'IRT étaient calqués sur les modèles d'autres métros tels que ceux de Boston ou de Chicago. Les rames qui obtiennent les meilleures performances pour ce qui est de la vitesse (par exemple R44, R46, R142, R142A) peuvent atteindre une vitesse de pointe de 105 km/h.
Ouvert en 1926, le dépôt du métro de New York, le Coney Island Complex est l'un des plus grands dépôts de métros du monde. Il couvre une superficie de plus de 300 000 m2.
Les progrès dans la maintenance et l'entretien des rames ont permis de faire évoluer de manière exponentielle la distance parcourue par les métros entre deux réparations. Celle-ci est ainsi passée de 11 500 kilomètres en 1982 à plus de 250 000 en 2013.

## Opérations

### Aperçu
Le réseau du métro de New York est composé de 26 lignes (services en anglais) dont trois navettes (shuttles) qui relient seulement deux stations. Par contraste, le terme anglais de line désigne non pas les lignes mais les infrastructures et les voies sur lesquelles les trains des différents services circulent. Les différentes lines sont désignées par trois lettres correspondant au réseau historique (IRT, BMT ou IND) puis par le nom d'un axe routier sous ou sur lequel elles sont construites (IND Sixth Avenue Line, IRT Broadway-Seventh Avenue Line, etc.). Le terme de service désigne donc le trajet emprunté par les métros au travers de plusieurs lines. Les services qui empruntent une même section de ligne sont regroupés par couleur. La couleur des trois shuttles (navette) est le gris foncé.
Dans Manhattan, centre névralgique du réseau ainsi que dans plusieurs sections de Brooklyn, le fait que plusieurs métros empruntent des sections de ligne communes permet la division du réseau en stations principales et en stations secondaires. Certaines lignes ont un caractère express, d'autres omnibus (local). Les lignes qui circulent en express sur une portion de voie ne s'arrêtent qu'aux stations principales, tandis que les autres services situés sur la même line assurent la desserte des stations locales. L'intérêt de cette division local/express est de permettre une desserte optimale des principales stations afin de fluidifier le trafic. L'appellation express ou local se retrouve d'ailleurs dans les noms des lignes. En dehors de Manhattan ou de certains quartiers de Brooklyn, les lignes suivent un tracé différent et le terme de services correspond alors à celui de « ligne » en français, chaque train empruntant des tronçons différents. En outre, le caractère express ou omnibus (local) de chaque ligne dépend aussi des heures de la journée.
Heures de pointe, nuit, soirées, week-ends et journées : une même ligne peut être express aux heures de pointe et omnibus en journée. Enfin, certaines lignes peuvent passer du statut d'express au statut d'omnibus selon le lieu : une seule ligne peut être omnibus dans le Bronx, puis devenir express dans Manhattan, pour finalement redevenir omnibus dans Brooklyn.
Toutes les lignes transitent par Manhattan, à l'exception de la ligne G (Brooklyn Queens Crosstown Local). Seul l'arrondissement de Staten Island est desservi par une ligne spécifique: le Staten Island Railway, qui n'est pas reliée pour le moment au reste du réseau (bien qu'un projet ait été envisagé).
Le réseau métropolitain est classé en deux grandes « Divisions » directement issues des anciens réseaux avant la fusion de 1940. Les lignes de l'ancienne IRT constituant la Division A (lignes désignées par un chiffre), et les lignes nées de la fusion entre la BMT et l'IND constituant la Division B (lignes désignées par une lettre) : elles correspondent aux deux gabarits existants sur le réseau.
L'aéroport international John-F.-Kennedy (dans le Queens) est le seul à être desservi par le réseau métropolitain, notamment grâce à la ligne A et au AirTrain JFK. L'aéroport LaGuardia (dans le Queens) et l'aéroport international Liberty (à Newark) ne bénéficient pas de lignes passant par leurs aérogares. Cela s'explique pour l'aéroport de Newark par le fait qu'il est situé hors des limites de la ville de New York. En revanche, plusieurs lignes passent à proximité de celui de LaGuardia, ce qui rend l'absence de stations difficile à expliquer.

### Lignes principales (lines)

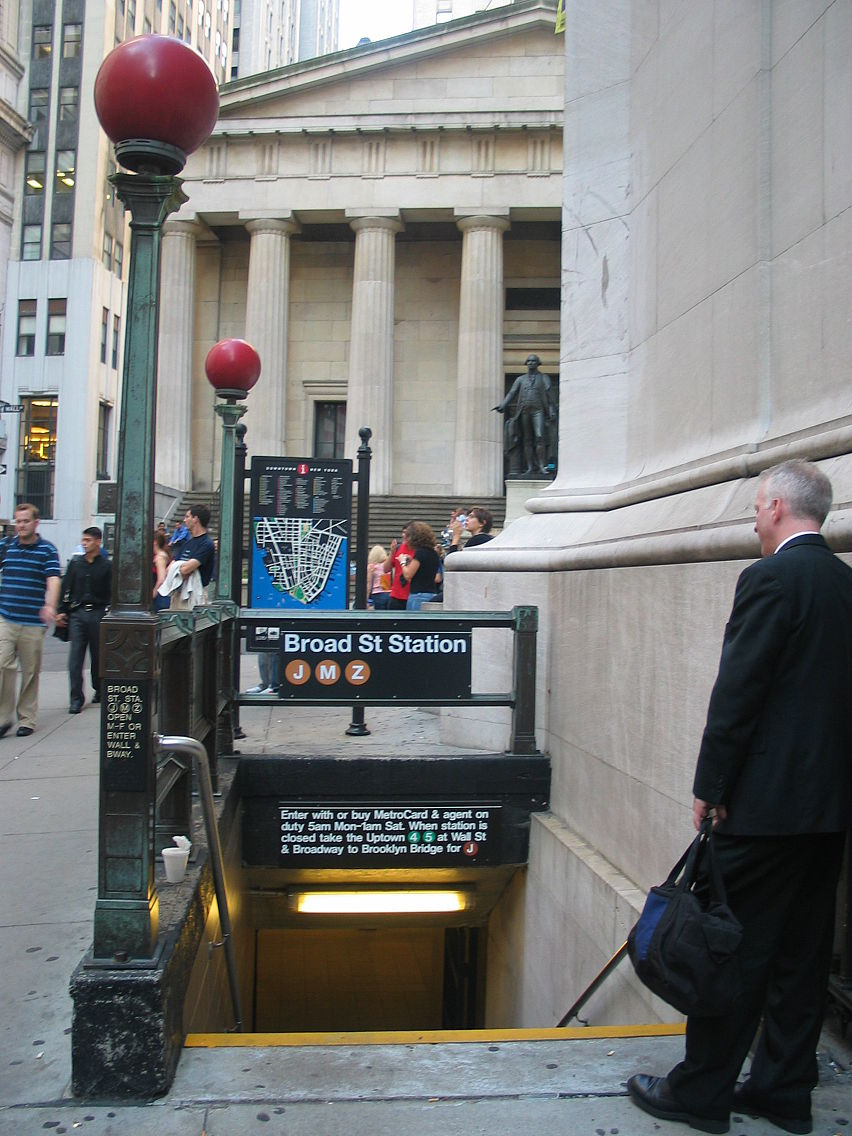
L'entrée de la Broad Street Station, près de Wall Street.

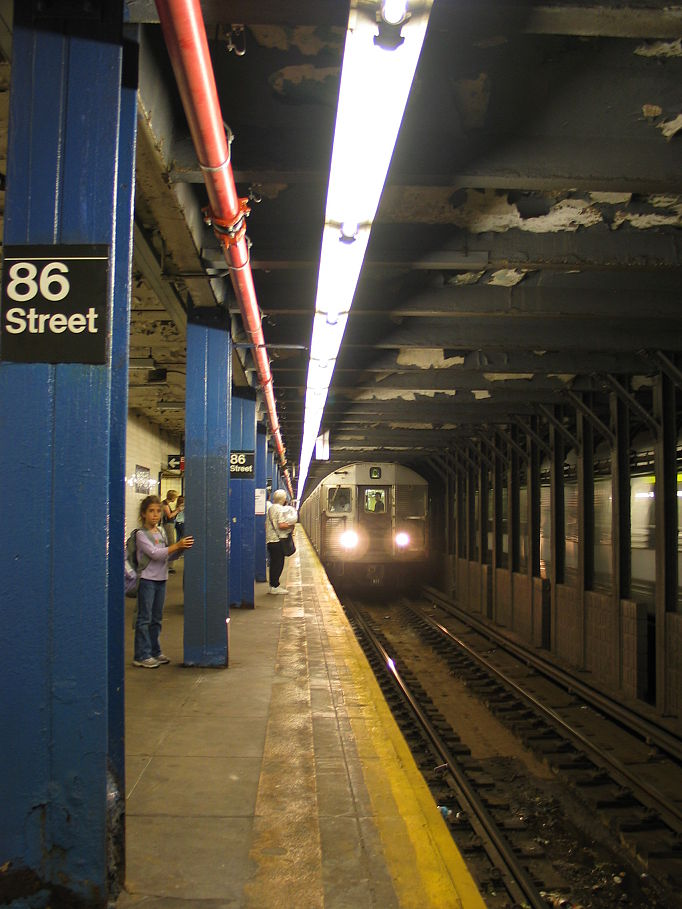
Quai de la station de la (lignes B et C).

| Division | Ligne (Line)                   | Borough(s)               | Dessertes (Services)                      | Ouverture         | Architecture                                |
| -------- | ------------------------------ | ------------------------ | ----------------------------------------- | ----------------- | ------------------------------------------- |
| A (IRT)  | Broadway – Seventh Avenue Line | Bronx Manhattan Brooklyn | (1) · (2) · (3)                           | 27 octobre 1904   | Aérienne[a], remblayée, souterraine         |
| A (IRT)  | Lexington Avenue Line          | Manhattan                | (4) · (5) · (6) · (<6>)                   | 27 octobre 1904   | Aérienne, souterraine[a]                    |
| A (IRT)  | Flushing Line                  | Manhattan Queens         | (7) · (<7>)                               | 22 juin 1915      | Souterraine, aérienne                       |
| B (IND)  | Eighth Avenue Line             | Manhattan Brooklyn       | (A) · (C) · (E)                           | 10 septembre 1932 | Souterraine                                 |
| B (IND)  | Sixth Avenue Line              | Manhattan Brooklyn       | (B) · (D) · (F) · F diamond service · (M) | Janvier 1936      | Souterraine                                 |
| B (IND)  | Crosstown Line                 | Brooklyn Queens          | (G)                                       | 19 août 1933      | Souterraine                                 |
| B (BMT)  | Canarsie Line                  | Manhattan Brooklyn       | (L)                                       | 21 octobre 1865   | Souterraine, aérienne, au niveau des routes |
| B (BMT)  | Broadway Line                  | Manhattan                | (N) · (Q) · (R) · (W)                     | 4 septembre 1917  | Au niveau des routes, souterraine           |
| B (BMT)  | Nassau Street Line             | Manhattan                | (J) · (Z)                                 | 16 septembre 1908 | Souterraine                                 |
| B (IND)  | Second Avenue Line             | Manhattan                | (T)                                       | En construction   | Souterraine                                 |

### Liste des dessertes (services)
| Ligne                   | Nom                                       | Stations desservies     | Longueur           | Parcours | Tracé |
| ----------------------- | ----------------------------------------- | ----------------------- | ------------------ | --- | ----- |
| (1)                     | Broadway-7th Avenue Local                 | 38                      | 23,7 km            | Van Cortlandt Park - 242 Street ↔ South Ferry                                                                                              |       |
| (2)                     | 7th Avenue Express                        | 49 61 (service de nuit) | 41,4 km            | Wakefield-241 Street ↔ Brooklyn College-Flatbush Avenue                                                                                    |       |
| (3)                     | 7th Avenue Express                        | 34 9 (service de nuit)  | 29,5 km            | Harlem-148 Street-Lenox Terminal ↔ New Lots Avenue                                                                                         |       |
| (4)                     | Lexington Avenue Express                  | 28 54 (service de nuit) | 32,4 km            | Woodlawn ↔ Utica Avenue (New Lots Avenue la nuit)                                                                                          |       |
| (5)                     | Lexington Avenue Express                  | 36 6 (service de nuit)  | 39,2 km            | Eastchester-Dyre Avenue /Nereid Av-White Plains Rd ↔ Bowling Green/Brooklyn College-Flatbush Avenue                                        |       |
| (6) · (<6>)             | Lexington Avenue Local                    | 38 29 (service express) | 24,2 km            | Pelham Bay Park (177 Street-Parkchester aux heures de pointe) ↔ Brooklyn Bridge-City Hall                                                  |       |
| (7) · (<7>)             | Flushing Local Flushing Express           | 22 12 (service express) | 17,0 km            | Flushing – Main Street ↔34 St-Hudson Yards                                                                                                 |       |
| (A)                     | 8th Avenue Express                        | 44 62 (service de nuit) | 52,1 km            | Inwood – 207th Street ↔ Ozone Park-Lefferts Boulevard /Far Rockaway-Mott Avenue /(Rockaway Park-Beach 116 Street aux heures de pointes AM) |       |
| (B)                     | 6th Avenue Express                        | 27                      | 39,0 km            | 145 St (Bedford Park Boulevard aux heures de pointes)↔ Brighton Beach                                                                      |       |
| (C)                     | 8th Avenue Local                          | 40                      | 30,2 km            | Washington Heights-168 Street ↔ Euclid Avenue                                                                                              |       |
| (D)                     | 6th Avenue Express                        | 35 40 (service de nuit) | 41,6 km            | 205 Street ↔ Coney Island – Stillwell Avenue                                                                                               |       |
| (E)                     | 8th Avenue Local                          | 22 32 (service de nuit) | 25,4 km            | Jamaica Center ↔ World Trade Center |       |
| (F) · F diamond service | Queens Boulevard Express/6th Avenue Local | 45 39 (service express) | 44,1 km            | Jamaica – 179th Street ↔ Coney Island – Stillwell Avenue                                                                                   |       |
| (G)                     | Brooklyn-Queens Crosstown                 | 21                      | 18,3 km            | Court Square/Forest Hills ↔ Smith-9 Streets                                                                                                |       |
| (J)                     | Nassau Street Local                       | 30                      | 21,7 km            | Jamaica Center – Parsons/Archer ↔ Broad Street                                                                                             |       |
| (L)                     | 14th Street-Canarsie Local                | 24                      | 16,5 km            | Eighth Avenue ↔ Canarsie – Rockaway Parkway                                                                                                |       |
| (M)                     | Nassau Street Local                       | 36 8 (service de nuit)  | 29,4 km            | Middle Village – Metropolitan Avenue ↔ Forest Hills – 71st Avenue                                                                          |       |
| (N)                     | Broadway Express                          | 28 45 (service de nuit) | 34,1 km            | Astoria – Ditmars Boulevard ↔ Coney Island – Stillwell Avenue                                                                              |       |
| (Q)                     | Broadway Express                          | 29 22 (service de nuit) | 29,0 km            | 96 Street- 2 Av ↔ Coney Island – Stillwell Avenue                                                                                          |       |
| (R)                     | Broadway Local                            | 45 17 (service de nuit) | 35,1 km            | Forest Hills – 71st Avenue ↔ Bay Ridge-95 Street                                                                                           |       |
| (W)                     | Broadway Local                            | 23                      | 9,7 km             | Astoria – Ditmars Boulevard ↔ Whitehall St                                                                                                 |       |
| (S1)                    | S 42nd Street Shuttle                     | 2                       | 1,0 km             | Times Square – 42nd Street ↔ Grand Central – 42nd Street                                                                                   |       |
| (S2)                    | Ligne S Franklin Avenue Shuttle           | 4                       | 2,3 km             | Franklin Avenue ↔ Prospect Park |       |
| (S3)                    | S Rockaway Park Shuttle                   | 5                       | 4,7 km             | Broad Channel ↔ Rockaway Park – Beach 116th Street                                                                                         |       |
| (T)                     | Second Avenue Subway                      | 16 (projetées)          | 13,7 km (projetés) | 125th Street ↔ Hanover Square - Actuellement[Quand ?] en projet (travaux commencés en 2007, ouverture prévue en 2016)                      |       |
| (Z)                     | Nassau Street Express                     | 21                      | 21,7 km            | Jamaica Center – Parsons/Archer ↔ Broad Street                                                                                             |       |

La Division C est composée des lignes secondaires, non exploitées dans un but commercial, et des voies de maintenance.

## Les projets de rénovation et d'extension

### Maintenance du réseau
Au cours des vingt dernières années, la MTA a rénové ou développé environ la moitié des stations du réseau, en tâchant de conserver l'identité et notamment les mosaïques propres à chacun des trois types de stations développées par l'IRT, la BMT puis l'IND.
En 2012, la MTA a lancé un nouveau programme de maintenance baptisé FASTRACK afin d'accélérer les travaux sur le réseau. Cette campagne repose sur une approche plus volontariste que les précédents programmes, en impliquant une fermeture de pans entiers de certaines lignes pendant plusieurs nuits consécutives. Cela permet aux ouvriers de disposer d'un accès continu aux voies, aux câbles, aux systèmes d'éclairage ainsi qu'aux systèmes électriques pendant les périodes de fermeture. Selon la MTA, la première campagne lancée en 2012 a été plus rapide et efficace que les campagnes conventionnelles, notamment du fait de la concentration des travaux la nuit et non le week-end comme la plupart des fois où les travaux avaient été réalisés dans le passé.

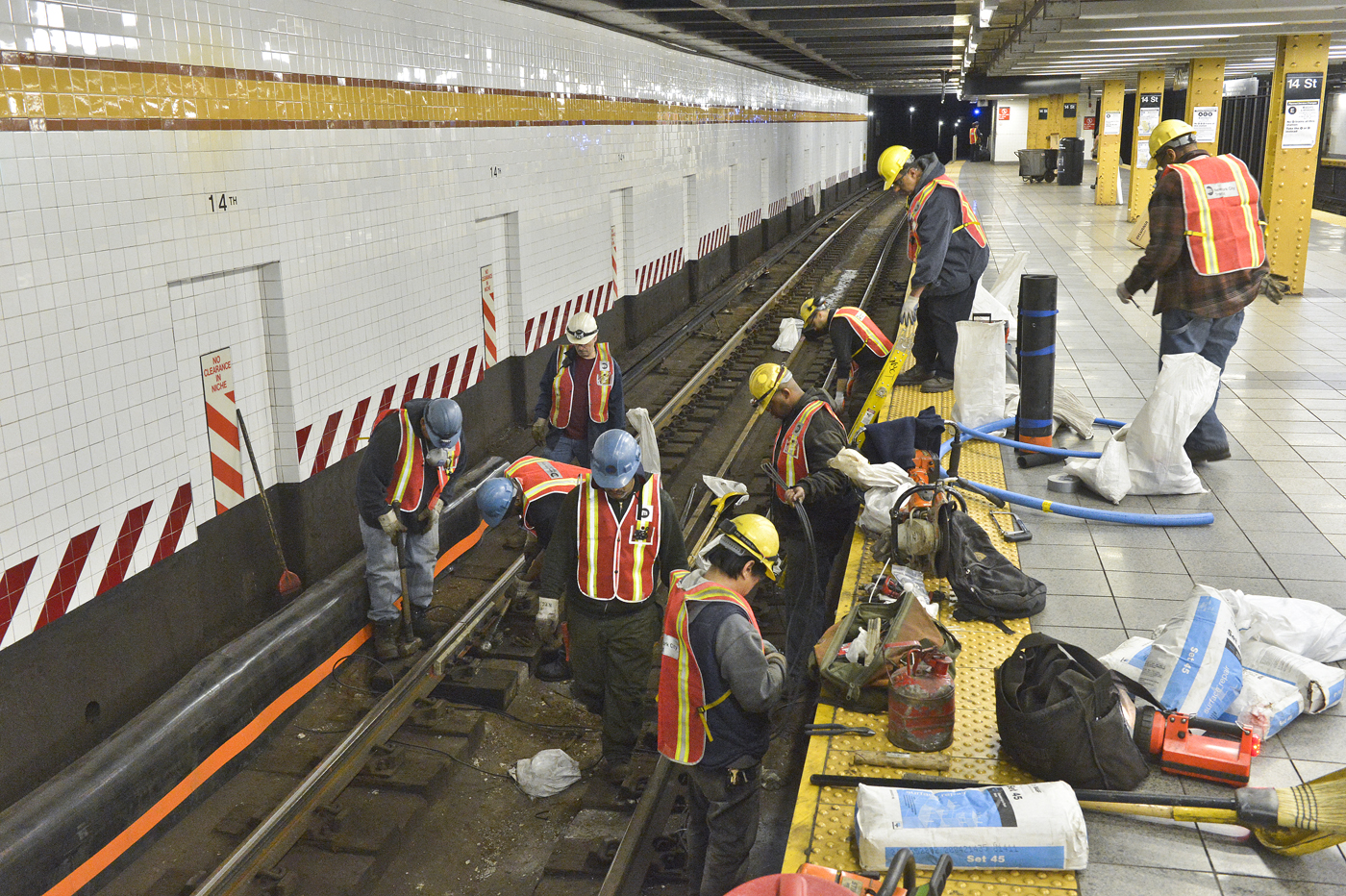
FASTRACK sur la IND Eighth Avenue Line

Les sections qui ont été restaurées en 2012 sont les suivantes :
- IRT Lexington Avenue Line entre Grand Central – 42nd Street et Atlantic Avenue – Barclays Center
- IND Sixth Avenue Line entre 59th Street – Columbus Circle et West Fourth Street – Washington Square
- IRT Broadway-Seventh Avenue Line entre 34th Street – Penn Station et Atlantic Avenue – Barclays Center
- IND Eighth Avenue Line entre 59th Street – Columbus Circle et Jay Street – MetroTech

Les sections dont la rénovation est prévue pour 2013 sont :
- BMT Broadway Line entre Queensboro Plaza et Court Street
- IND Eighth Avenue Line entre 168th Street et Inwood – 207th Street
- IND Concourse Line entre 161st Street – Yankee Stadium et Norwood – 205th Street
- IND Queens Boulevard Line entre Fifth Avenue / 53rd Street et Jackson Heights – Roosevelt Avenue
- IRT Nostrand Avenue Line entre Franklin Avenue et Flatbush Avenue – Brooklyn College

Les sections dont la rénovation est également envisagée sont :
- Lignes IND Concourse/Eighth Avenue entre 59th Street – Columbus Circle, 161st Street – Yankee Stadium et 168th Street
- BMT Nassau Street Line entre Broad Street et Essex Street
- BMT Fourth Avenue Line entre 36th Street et Bay Ridge – 95th Street
- IRT Lexington Avenue Line entre Grand Central – 42nd Street et 125th Street[77]

### Les projets d'extension récents

#### Création de la ligne T (Second Avenue Line)

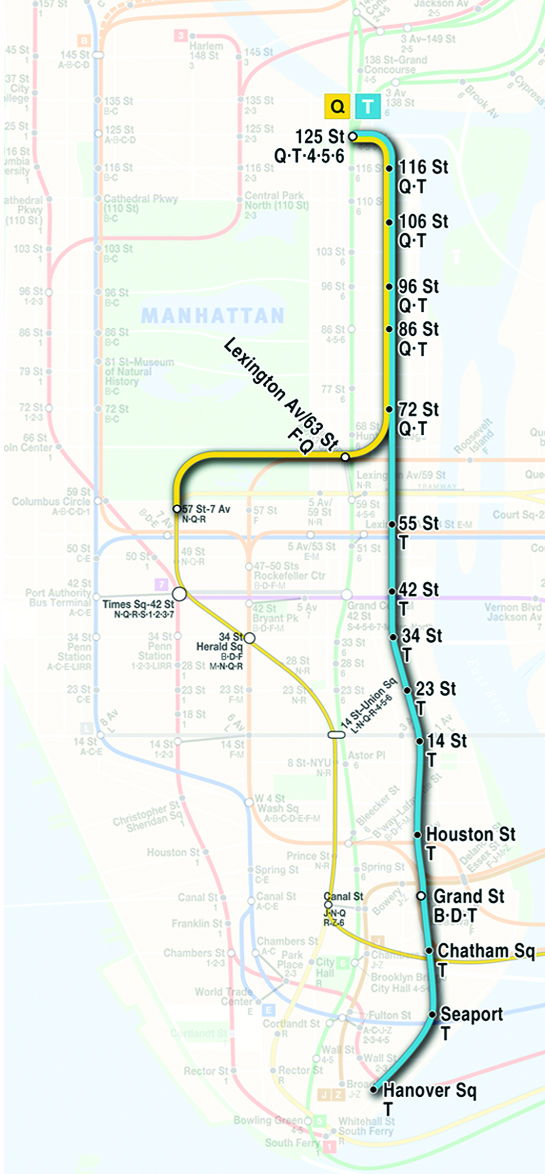
La ligne T constitue le projet le plus ambitieux d'évolution du métro de New York.

Au début du XXIe siècle, la ville et la MTA ont refait d'un ancien projet une priorité : les plans d'une extension importante du métro sous la Deuxième Avenue. Cette ligne fut envisagée dès la fin des années 1920 dans un grand plan d'expansion du réseau, puis au lendemain de la Seconde Guerre mondiale, mais fut retardée à plusieurs reprises depuis. Alors que le premier prototype ferroviaire fut fabriqué en 1949, la construction ne commença que dans les années 1970 mais fut interrompue en raison de la crise financière traversée par la ville, devenue insolvable durant cette décennie. Certaines sections construites à l'époque sont restées intactes dans le quartier chinois, l'East Village et l'Upper East Side, mais n'ont jamais pu être utilisées en raison de leur taille réduite. La ligne T permettra finalement à ces tronçons d'être utilisés.
La construction de la nouvelle ligne fut finalement officiellement lancée le 12 avril 2007, avec un premier chantier commencé le 23 avril 2007 sur la 96e rue. Alors qu'un tunnelier devait commencer à creuser six à huit mois après le début des travaux, son déploiement fut repoussé à mai 2010. La boîte de lancement (Launch Box) du tunnelier fut effectivement prête ce mois-là et le forage débuta le 14 mai 2010,. Le 28 mars 2011, le tunnel ouest fut achevé au niveau de la 65e rue et le forage du tunnel fut lancé. Le 22 septembre 2011, le tunnelier termina le forage du tunnel au niveau de la 63e rue. Le coût total estimé de la nouvelle ligne, longue de 13,7 km est de plus de 17 milliards de dollars. Une fois en service, à partir de décembre 2016, elle permettra de désengorger de façon importante les lignes 4, 5 et 6 tout en permettant d'augmenter le nombre de correspondances entre les lignes existantes.

#### Prolongement de la ligne 7
L'extension de la ligne 7, aussi connue sous le nom de Hudson Yards Rezoning and Development Program (« Projet de transformation et de développement des Hudson Yards-anciens chantiers navals ») consiste en un prolongement de la ligne de 2,4 km (1,5 mile) en direction de l'ouest et du sud à partir du terminus actuel à 42e rue-Times Square. Alors que le plan initial prévoyait deux nouvelles stations, la première au croisement de la 42e rue et de la Dixième Avenue et la seconde plus au sud au croisement entre la 34e rue et de la Onzième Avenue, la première a été retirée des plans en octobre 2007. Elle pourrait cependant être réintégrée au projet si des financements peuvent être trouvés. L'ouverture du nouveau tronçon, initialement prévue pour décembre 2013, d'abord repoussée à juin 2014, a finalement été terminée au troisième trimestre 2015. Le budget du prolongement de la ligne est de l'ordre de 2,4 milliards de dollars.

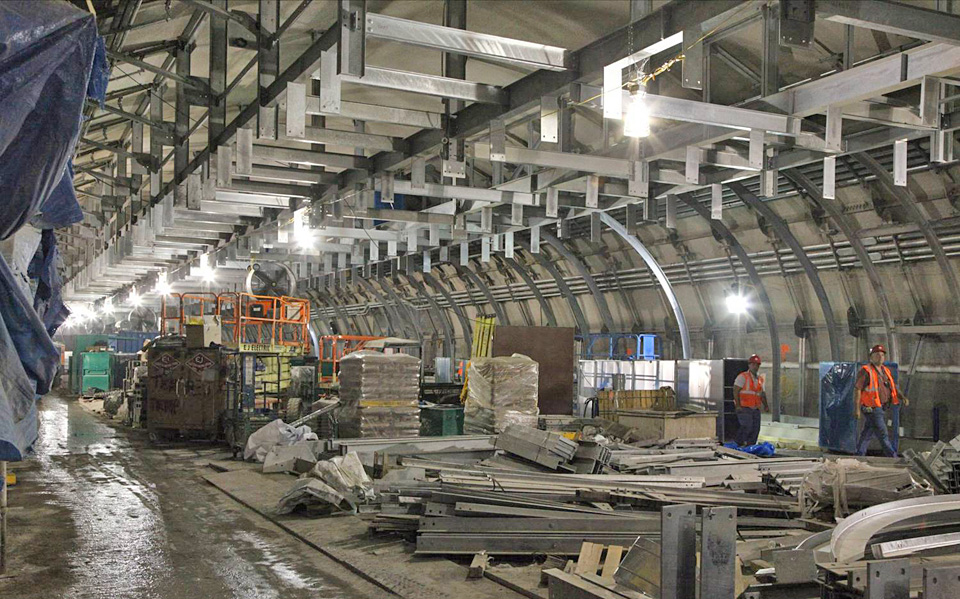
Construction de la station 34th Street dans le cadre du prolongement de la ligne 7.

L'objectif de l'extension de la ligne est de contribuer à la croissance de la ville au travers du développement des Hudson Yards tout en améliorant la desserte du futur ensemble. L'extension servira également à améliorer l'accès au Jacob K. Javits Convention Center et offrira des espaces supplémentaires de garage pour les trains

#### Le Fulton Center
La construction du Fulton Center a constitué l'un des projets d'infrastructure les plus ambitieux de la MTA au cours des dernières années,. Doté d'un budget de 1,4 milliard de dollars,, le projet incluait la remise en état de stations existantes, la création de nouvelles voies souterraines et la construction d'une gare d'accès en surface, au niveau du croisement de Fulton Street et de Broadway, au-dessus de plusieurs stations déjà en usage. La construction de cette nouvelle plate-forme de correspondances visait à améliorer l'accès aux onze lignes de métro y transitant, et à optimiser les correspondances entre ces lignes, tout en reliant le réseau du PATH à celui du métro au niveau du World Trade Center.
Alors que les financements relatifs au projet global, lancé en 2005, ont été suspendus pendant plusieurs années, laissant planer le doute sur la date de fin des travaux, le financement de la construction de la plate-forme de correspondances a été renouvelé dans le cadre du plan de relance économique des États-Unis de 2009. Le projet s'est finalement achevé en novembre 2014 avec l'ouverture de la station au public,. Le coût total du projet fut de 1,3 milliard de dollars, largement dans le budget. Initialement, le nouveau complexe devait se nommer Fulton Street Transit Center mais il a été rebaptisé Fulton Center en mai 2012, notamment pour mettre en avant le développement d'infrastructures non liées au transport dans le nouvel ensemble, au-delà de la plate-forme de correspondance ferroviaire.

### Vers un métro automatisé
À la fin des années 1990 et au début des années 2000, la MTA a lancé un processus d'automatisation du réseau. Les travaux devaient commencer avec les lignes L et 7. Siemens a ainsi obtenu le contrat de la ligne L tandis que Thales a obtenu celui de l'IRT Flushing Line (ligne 7). Après des essais concluants, la MTA a finalement décidé de déployer ses projets d'automatisation sur une partie beaucoup plus importante du système. Cette automatisation consistera en l'utilisation combinée de l'OPTO (One Person Train Operation) conjointement avec le CBTC (Communication Based Train Control). Les métros seront alors sans contrôleur, mais le conducteur de train sera chargé de contrôler chaque train (ouverture et fermeture des portes, etc.). La MTA envisage d'étendre le dispositif de CBTC à 355 miles de voies (environ 570 km) à l'horizon 2029, sur la plupart des lignes de l'IND, ainsi que l'IRT Lexington Avenue Line et la BMT Broadway Line. La MTA envisage également la mise en place du système sur l'IND Crosstown Line, la BMT Fourth Avenue Line et la BMT Brighton Line avant 2025.
Le premier avantage de cette automatisation concerne la sécurité, puisque les trains seront reliés par radio, permettant ainsi un contrôle rigoureux de leur vitesse et de leur position. Cette automatisation amènera également à davantage de fiabilité, permettant de réduire les retards et permettra, en outre, de remplacer des trains vieux de plusieurs décennies et qui connaissent des défaillances. Plusieurs villes dans le monde proposent déjà un réseau métropolitain au moins partiellement automatisé : ligne 1 et ligne 14 à Paris, Lyon, Toulouse, Rennes, Lille (où le premier métro entièrement automatisé fut mis en service), Copenhague, Singapour, Lausanne (premier métro automatisé avec pente à 12 %) ou encore Vancouver. En outre, en ce qui concerne les rénovations qui accompagneront cette automatisation dans ce réseau très ancien, la mise en place d'infrastructures pour accueillir des personnes handicapées est une priorité car, actuellement, seules quelques stations (les key stations) possèdent les équipements nécessaires. Les travaux qui accompagneront cette automatisation du réseau pourraient donc permettre de rendre davantage de stations accessibles aux personnes à mobilité réduite.

### Les panneaux d'affichage
En 2003, la MTA a signé un contrat de 160 millions de dollars avec Siemens Transportation Systems pour installer des panneaux d'attente numériques, indiquant l'horaire d'arrivée du premier train annoncé ainsi que sa destination, dans 158 des stations du réseau IRT. Ces panneaux, qui devaient remplacer les anciens écrans à LED devaient également permettre la diffusion de messages d'information importants (« If you see something say something »). Toutefois, la multiplication des problèmes techniques sur le logiciel conduisit la MTA à arrêter de payer l'entreprise allemande. La MTA menaça même de relancer un appel d'offres public, mais environ un mois plus tard, Siemens annonça qu'il avait résolu le problème.
Un nouveau type de panneaux fut ainsi lancé avec succès sur la ligne L. En 2008, l'extension de la mise en place des panneaux à l'ensemble des stations du réseau fut repoussée à 2011 sous le prétexte de nouveaux problèmes techniques,. En date du 9 mars 2011, le système était en place dans quelque 110 stations du réseau.

### Fusion des compagnies
Fin 2002, un projet de fusion des activités du New York City Transit et du Staten Island Railway pour unifier les compagnies de transport public de la ville a vu le jour. La nouvelle entité devait prendre le nom de MTA Subways et permettre l'amélioration de la desserte du métro sur Staten Island. Actuellement[Quand ?], le Staten Island Railway exploite des métros de type métros R44 sur une seule ligne, principalement sur une seule voie avec des aiguillages permettant le passage les rames à sens inverse entre les stations. Il n'est donc pas considéré comme faisant partie du métro de la ville à proprement parler et le ferry de Staten Island reste le moyen de transport privilégié entre Staten Island et les autres arrondissements de la ville. Les négociations sur la fusion sont encore au point mort pour des raisons juridiques et le Staten Island Railway fonctionne toujours comme l'une des cinq agences de la MTA.

## Défis et enjeux pour le métro de New York

### Criminalité

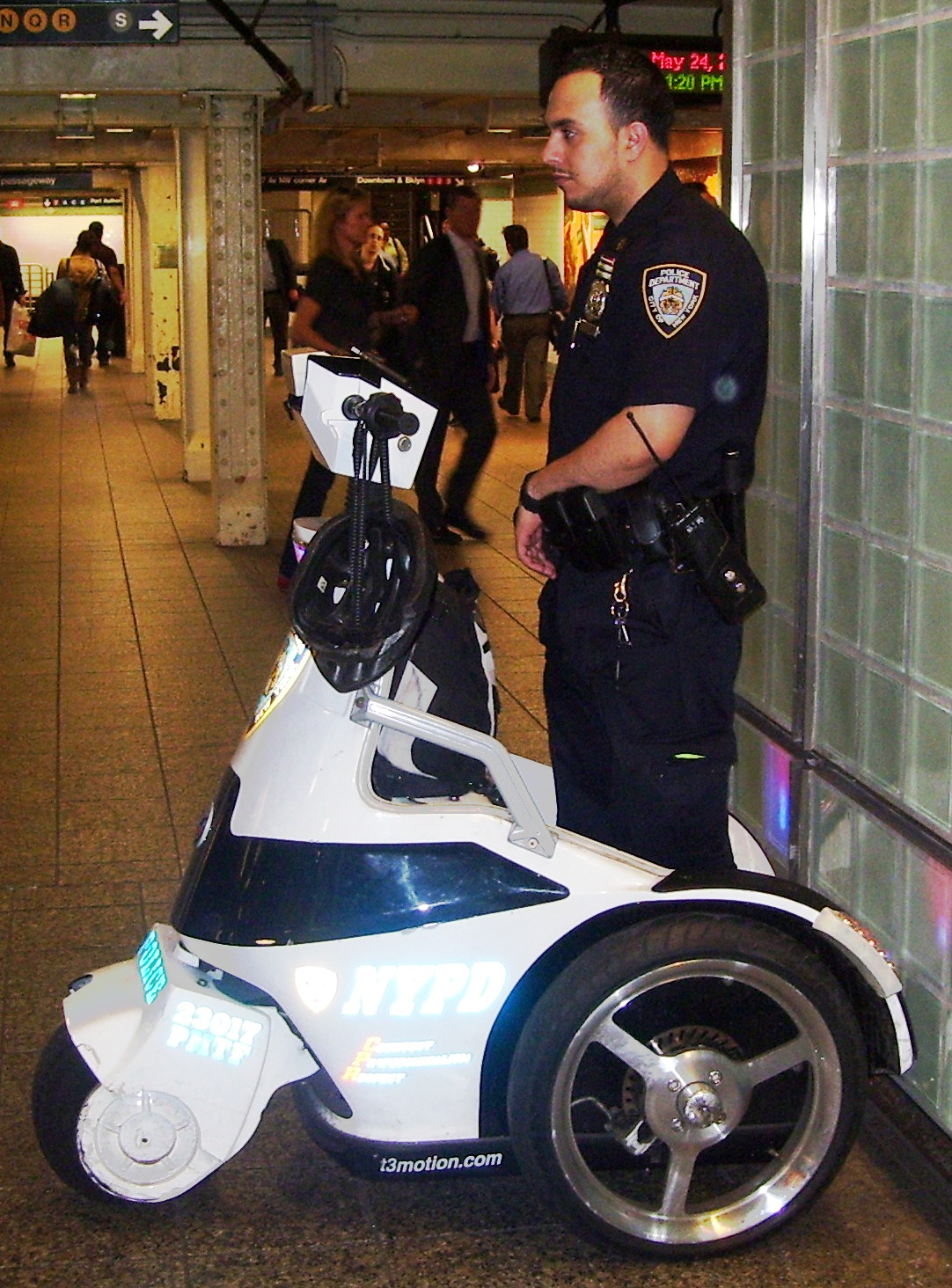
Officier du NYPD sur son scooter électrique, dans une station de métro du quartier de Times Square.

Avec une fréquentation annuelle de 1,71 milliard de passagers en 2013, le métro de New York n'échappe pas à la criminalité. Cependant, bien que les chiffres soient variables d'une année à l'autre, une baisse des taux de criminalité, amorcée dans les années 1990, est observée et tend à se prolonger aujourd'hui,.
Plusieurs approches ont été envisagées pour remédier à la criminalité. Une initiative récente proposée par la MTA consiste par exemple à bannir les personnes impliquées dans des délits en les empêchant de prendre le métro pendant une certaine durée.
L'augmentation des effectifs de police est également une stratégie ancienne utilisée par la MTA. Dans les années 1960 par exemple, le maire Robert Wagner ordonna une augmentation du nombre de policiers dans la Transit Police, dont les effectifs passèrent de 1 219 à 3 100. Pendant les heures où la criminalité est particulièrement élevée (entre 20 h et 4 h), les officiers avaient pour mission de patrouiller dans les stations et les trains. Les résultats se traduisirent par une baisse importante des taux de criminalité, unanimement saluée par la presse. Cependant, une étude publiée par la Citizens Crime Commission of New York City en juillet 1985 mit en avant le fait que beaucoup de passagers préféraient ne pas utiliser le métro du fait des vols fréquents et des mauvaises conditions de sécurité globalement observées.
Pour remédier à cette dégradation de la situation, de nouvelles approches développées à la fin des années 1980 et au début des années 1990 furent mises en place,.
Conformément à la philosophie du Fixing Broken Windows, la New York City Transit Authority (NYCTA) lança un programme de cinq ans pour mettre fin à l'explosion des graffitis dans les rames de métro en 1984. En 1989, la Metropolitan Transportation Authority s'attaqua également à la petite criminalité en demandant à la police du métro (alors rattachée à la NYCTA) de se concentrer sur les délits « légers » tels que la fraude dans les transports publics. Au début des années 1990, ces mêmes mesures de répression furent étendues aux gares de Penn Station et Grand Central Terminal par la NYCTA.
En 1993, Rudolph Giuliani fraîchement arrivé à la mairie de New York lança une nouvelle stratégie à l'échelle de la ville, autour des concepts de « Tolérance zéro » et de « Qualité de vie » aux côtés du Police Commissioner Howard Safir (en). Les taux de criminalité diminuèrent fortement, tant dans le métro que dans la ville, ce qui conduisit le journal New York Magazine à déclarer en une « La fin de la criminalité telle que nous la connaissons» (The End of Crime as We Know It) le 14 août 1995. Dans sa campagne à la primaire républicaine en 2008, Giuliani attribua ce succès à sa politique de tolérance zéro. L'impact réel de cette politique fait toutefois l'objet de controverses.
Le chef de la police de New York (NYPD), William J. Bratton, ainsi que l'auteur de Fixing Broken Windows, George L. Kelling ont cependant affirmé que la police a joué un rôle « important voire essentiel » dans la baisse observée de la criminalité.
La tendance s'est maintenue depuis lors, et le successeur de Giuliani, Michael Bloomberg, a déclaré dans une note de presse datée de novembre 2004 que « Le métro était alors plus sûr qu'il ne l'avait jamais été depuis que des statistiques sur la criminalité avaient été publiées pour la première fois il y a environ 40 ans. »,.

### Suicides
Une partie des accidents mortels survenant dans le métro de New York est imputable à des suicides consistant à se jeter devant un train en approche.
Selon des statistiques de 2008, le métro de New York est le théâtre de 26 suicides par an en moyenne,. C'est à peu près autant qu'à Paris en 2008 (24 suicides) mais beaucoup moins que dans le métro de Londres sur cette même année (50 morts).
Entre 1990 et 2003, 343 suicides dans le métro ont été enregistrés au niveau de la ville de New York sur un total de 7 394 ce qui représente 4,6 % du total. Sur la période, les suicides dans le métro ont augmenté de 30 %, alors qu'une baisse du nombre total de suicides a été observée. Selon des chiffres datant de février 2012, le taux de prévalence des suicides dans le métro a bel et bien augmenté, puisque environ 7 % du total depuis 2000 y ont eu lieu.
Afin de prévenir le risque de suicides, plusieurs stations en développement pourraient comporter des portes automatiques sur les quais. Les projets concernés sont l'Extension de la ligne 7 et la Second Avenue Line. Bien que ces portes soient à la base conçues pour améliorer la circulation de l'air dans les stations, elles permettent également d'éliminer le risque que des gens ne sautent ou tombent sur les voies.

### Saturation des lignes
Sur la base de données publiées par la Transit Authority, plusieurs lignes ont déjà atteint ou sont proches de leurs seuils de saturation pour ce qui est de la fréquence des trains et de la capacité en passagers. Ainsi, les lignes A (à l'exception de l'une des ramifications), E et L se trouvent déjà utilisées au-delà de leurs capacités, tout comme une partie de la ligne N,.
Le développement de la ligne T devrait permettre d'améliorer la situation sur la Lexington Avenue Line (4 5 6 <6>) lorsque les premiers segments seront opérationnels en 2016. La mise en place de la CBTC sur la Flushing Line (7 <7>) devrait quant à elle permettre d'augmenter la fréquence horaire des trains sur les deux lignes. Aucune solution n'est prévue pour le moment pour dé-saturer les lignes problématiques. Par ailleurs, le développement du East Side Access risque d'augmenter encore plus la fréquentation de la Lexington Avenue Line qui pourrait elle aussi se retrouver en sous-capacité. Étant donné que la construction de nouvelles lignes de métro peut prendre des années, le seul levier dont dispose la Transit Authority pour améliorer la situation à court terme est l'augmentation de l'offre en bus, jusqu'à ce que l'automatisation des métros utilisant le CBTC permette aux trains de circuler à des fréquences plus élevées.

### Incidents climatiques

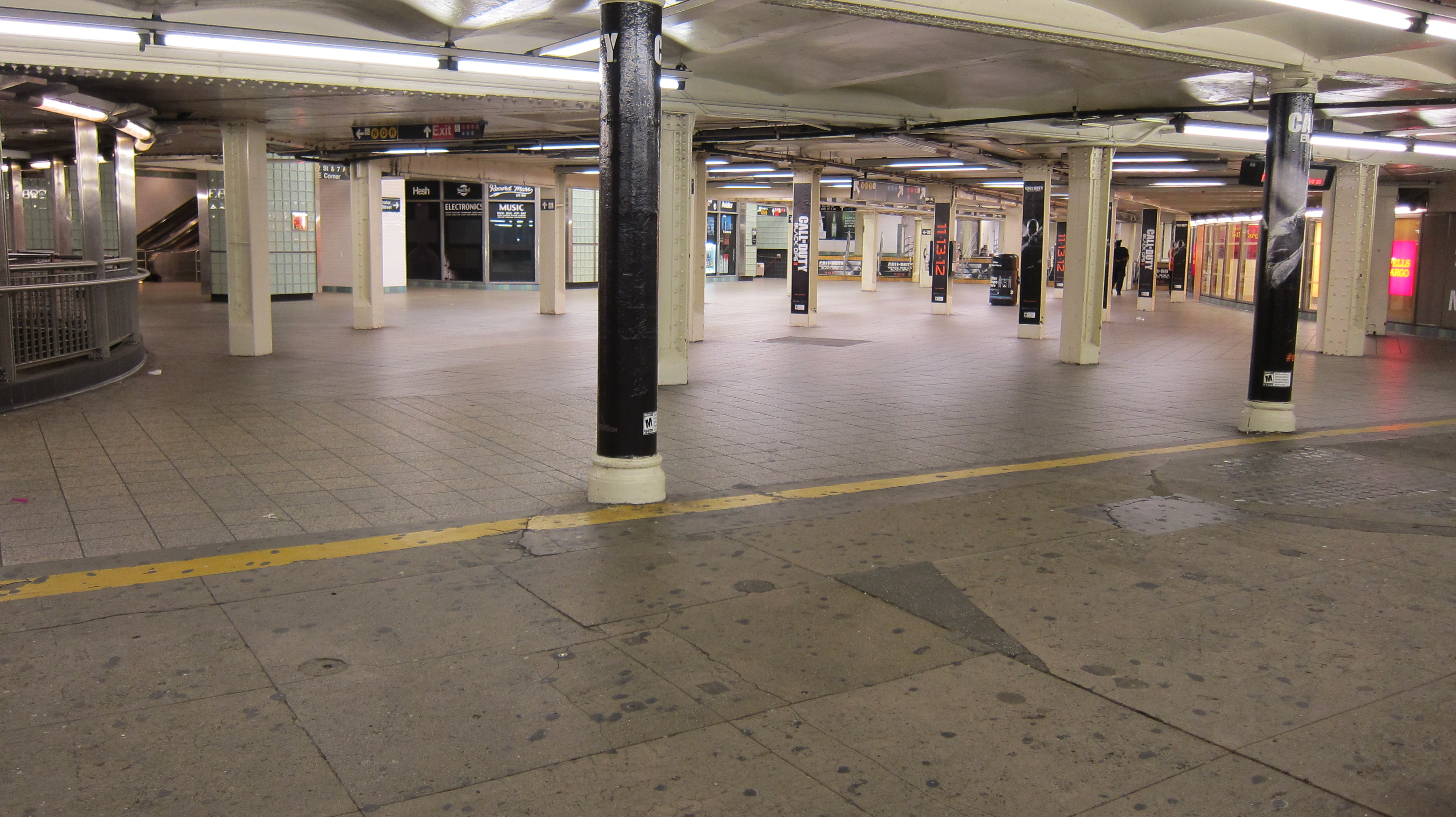
Station désertée après la fermeture décrétée par l'état d'urgence.

Le trafic sur le réseau métropolitain de New York est occasionnellement perturbé par des inondations consécutives à des orages, même mineurs. L'eau de pluie peut en effet perturber les systèmes de signalisation en souterrain, et nécessiter une coupure temporaire du courant qui alimente les troisièmes rails. Entre 1992 et 2007, environ 360 millions de dollars ont été dépenses pour améliorer quelque 270 stations de pompage, et en août 2007, 115 millions de dollars ont été prévus pour améliorer les 18 salles de pompage restantes. En dépit de ces améliorations, les problèmes consécutifs aux inondations restent fréquents.
À titre d'exemple, le 8 août 2007, après que 76 mm de pluies sont tombés en l'espace d'une heure, le réseau s'est retrouvé totalement inondé, ce qui a contraint la MTA à stopper ou à considérablement diminuer le service sur l'ensemble des lignes, perturbant ainsi les transports matinaux. Cet incident fut le troisième de la sorte à perturber le réseau en 2007. La cause de cet incident provenait de la capacité des pompes de drainage qui ne pouvaient traiter qu'une quantité de précipitations de 44 mm par heure. En outre, l'événement fut aggravé par le fait que les services météorologiques avaient sous estimé l'amplitude de la tempête.
En outre, en septembre 2008 et dans le cadre d'un projet de 130 millions de dollars et d'une durée estimée de 18 mois, la MTA a commencé à installer des grilles en souterrain, destinées à empêcher que l'eau de pluie ne dégorge dans le réseau de métro. Ces structures métalliques, conçues en collaboration avec des cabinets d'architecture et désignées comme des pièces d'art public, sont placées par-dessus les grilles existantes et doivent permettre d'éviter que l'eau ou d'éventuels débris n'inondent le métro. Ces grilles seront en premier lieu installées dans les zones considérées comme sensibles (Jamaica, Tribeca et l'Upper West Side).
Le 27 août 2011, en raison de l'approche de l'ouragan Irene, la MTA décida de suspendre le service de métro à midi en prévision d'importantes inondations des voies et des tunnels. Cela constitua la première fermeture préventive du réseau pour des raisons météorologiques. Le service retourna à la normale le 29 août,.
Le 29 octobre 2012, la MTA ordonna de nouveau la fermeture totale du réseau à l'approche de la tempête Sandy. Tous les trains du métro, du Long Island Railroad et du Metro-North furent progressivement fermés à partir de 19:00 afin de protéger les passagers, les employés et le matériel de l'ouragan. La tempête provoqua des dégâts sévères sur les équipements, en particulier sur la IND Rockaway Line dont une partie a été gravement endommagée. La NYCTA dût ainsi tracter vingt rames pour rétablir partiellement le service, qui prit temporairement le nom de « Ligne H ». En outre, plusieurs des tunnels passant sous l'East River furent inondés par la montée des eaux. La station South Ferry fut également sérieusement touchée par les inondations et ne rouvrit ses portes qu'en avril 2013. Cependant, cela ne fut possible qu'en réhabilitant l'ancienne station qui avait été remplacée en 2009. Le nouveau terminal est quant à lui toujours en réparation,.

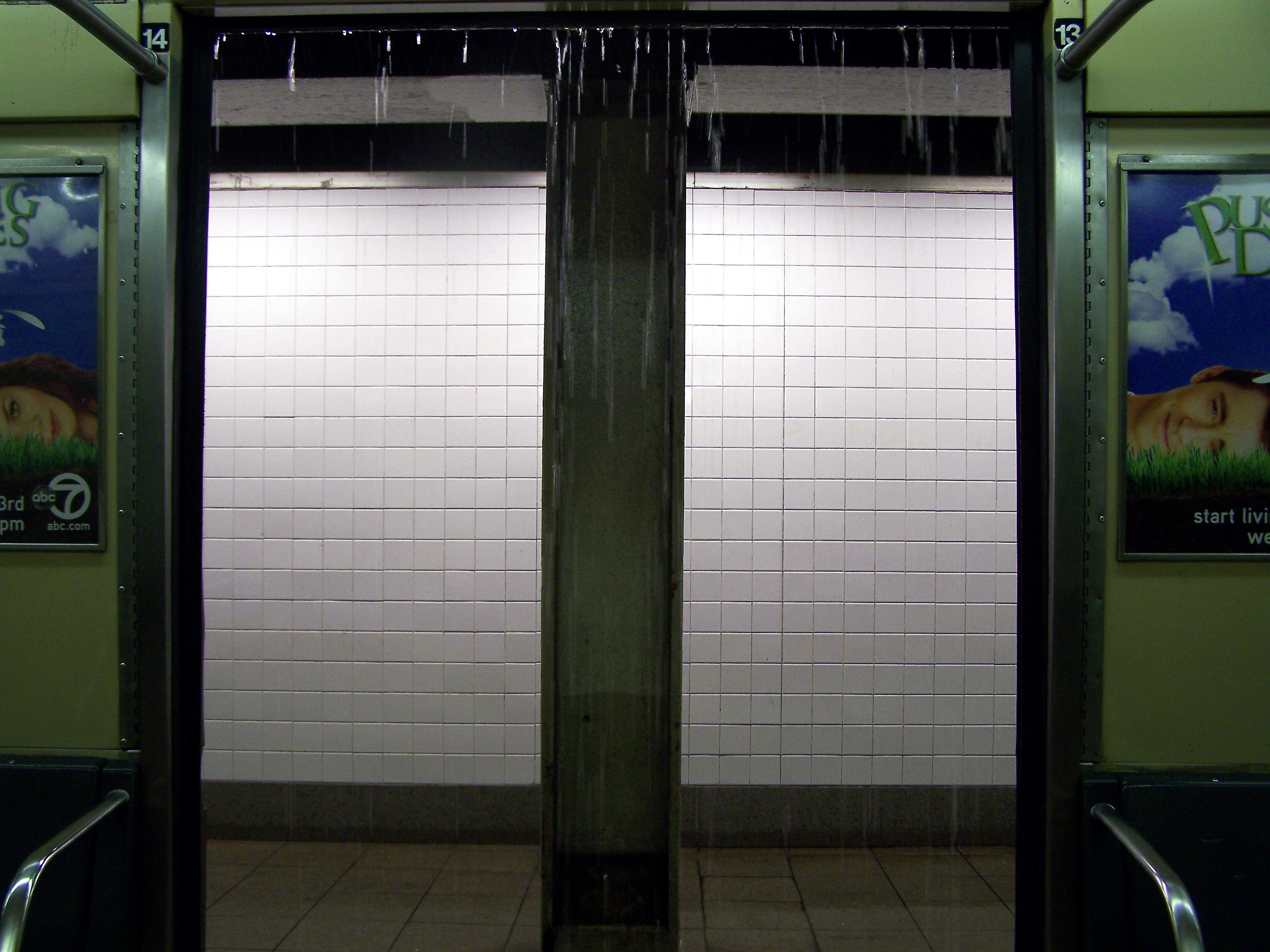
Eau de pluie provenant de conduits d'évacuation pénétrant une rame
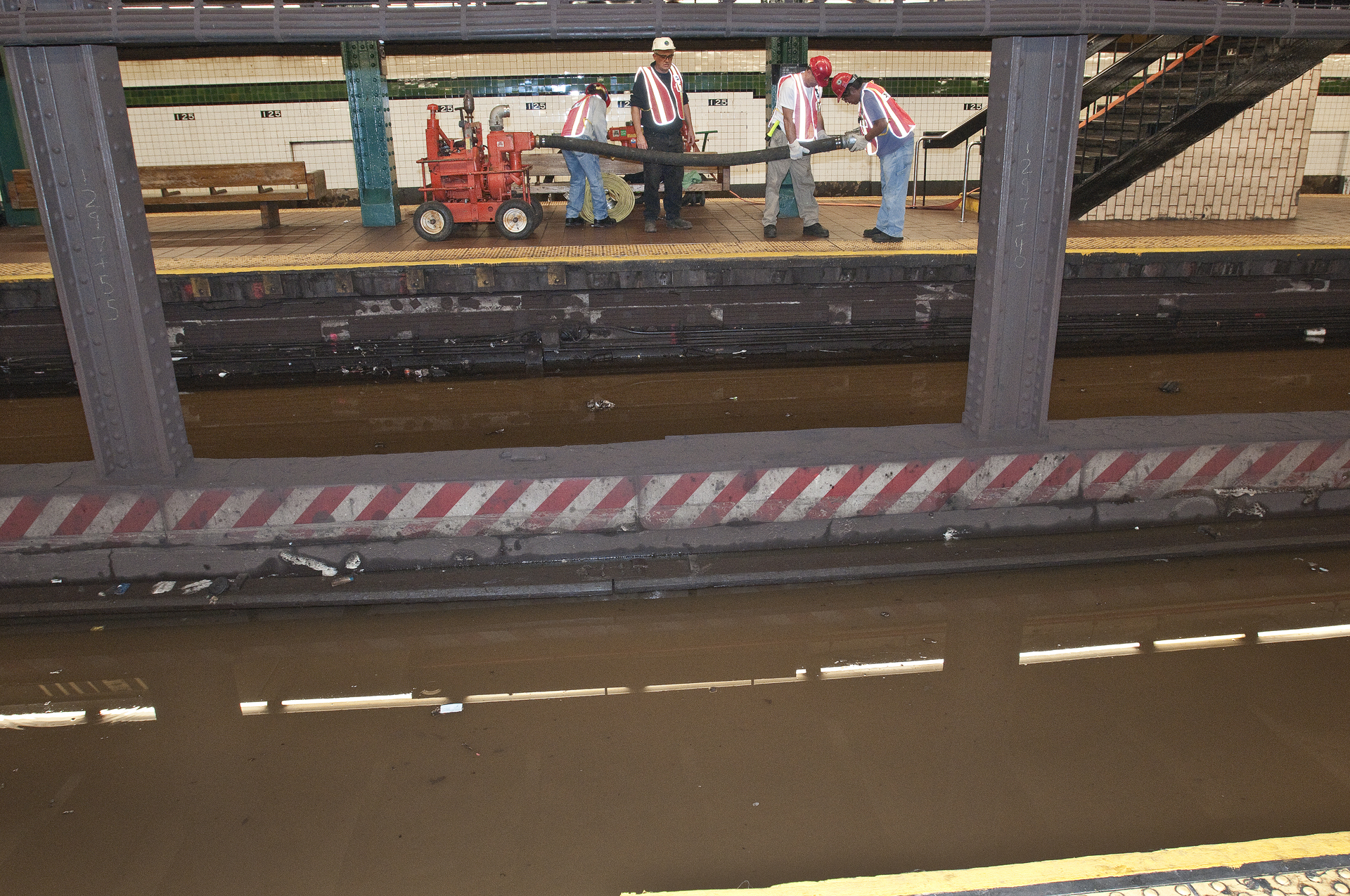
Inondation dans la station 125h Street consécutive à la rupture d'une canalisation
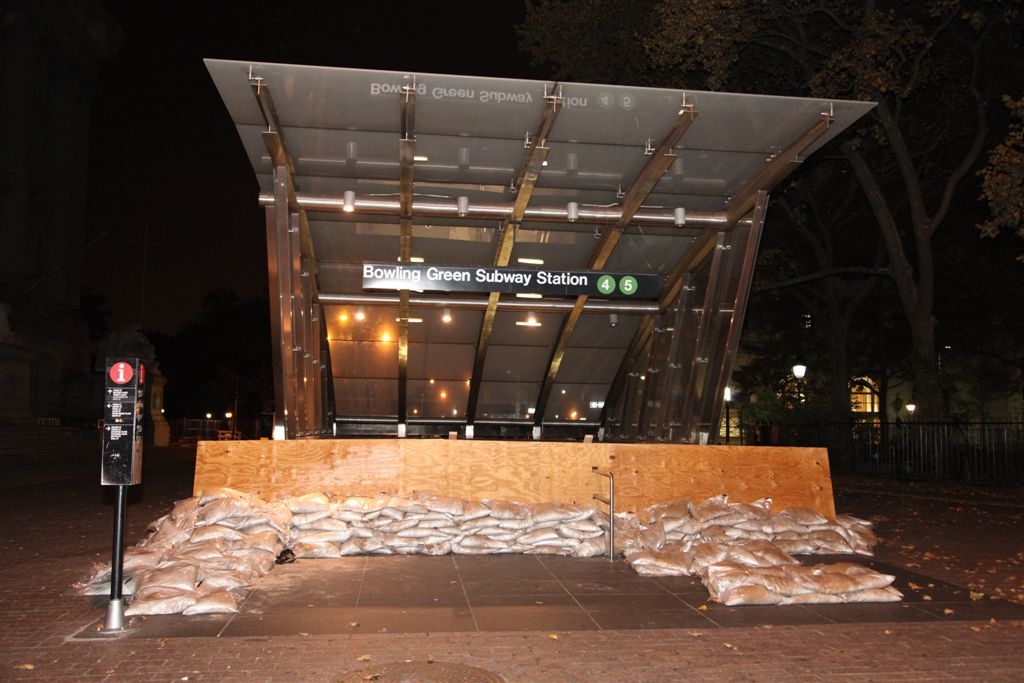
Préparatifs en vue de l'ouragan Sandy à la station Bowling Green
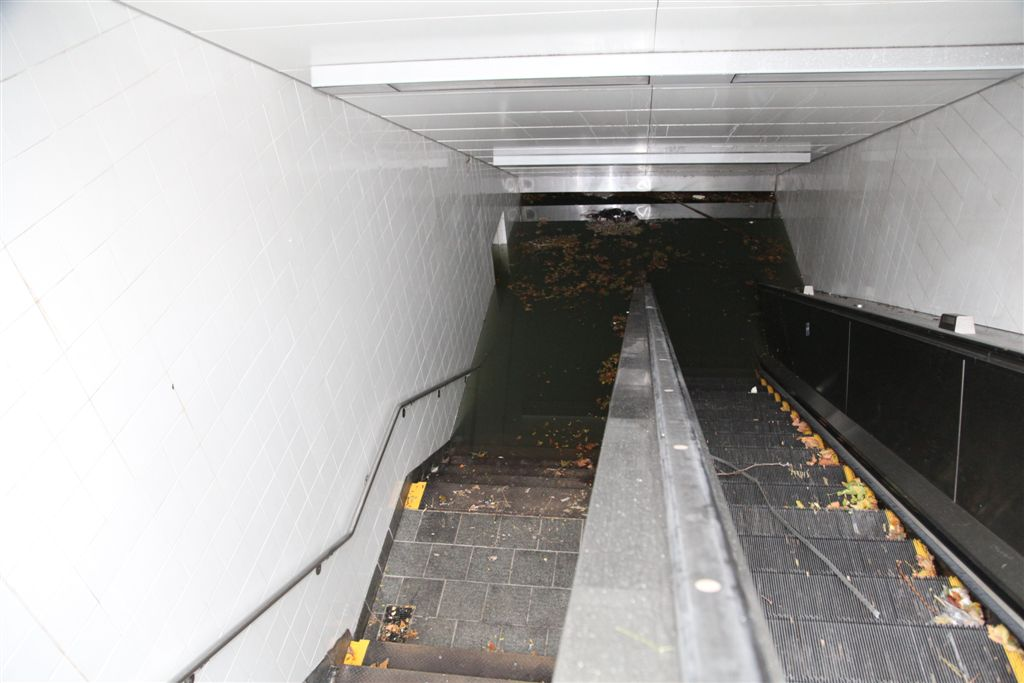
Station South Ferry à la suite du passage de l'ouragan Sandy
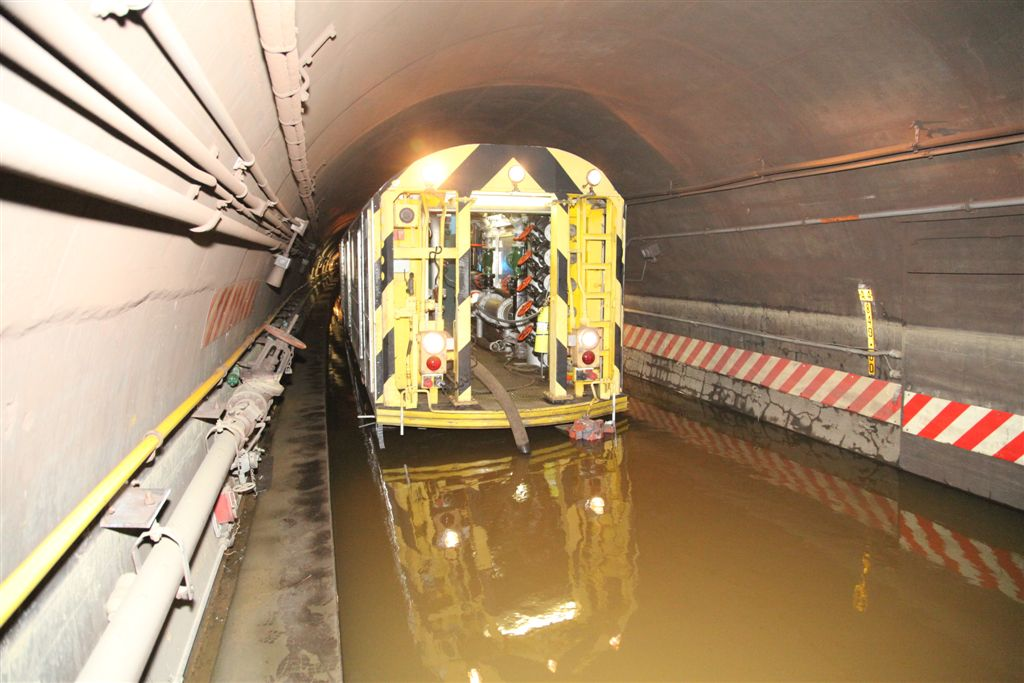
Train de pompage dans le tunnel de Cranberry Street après le passage de l'ouragan Sandy

### Déchets et rongeurs

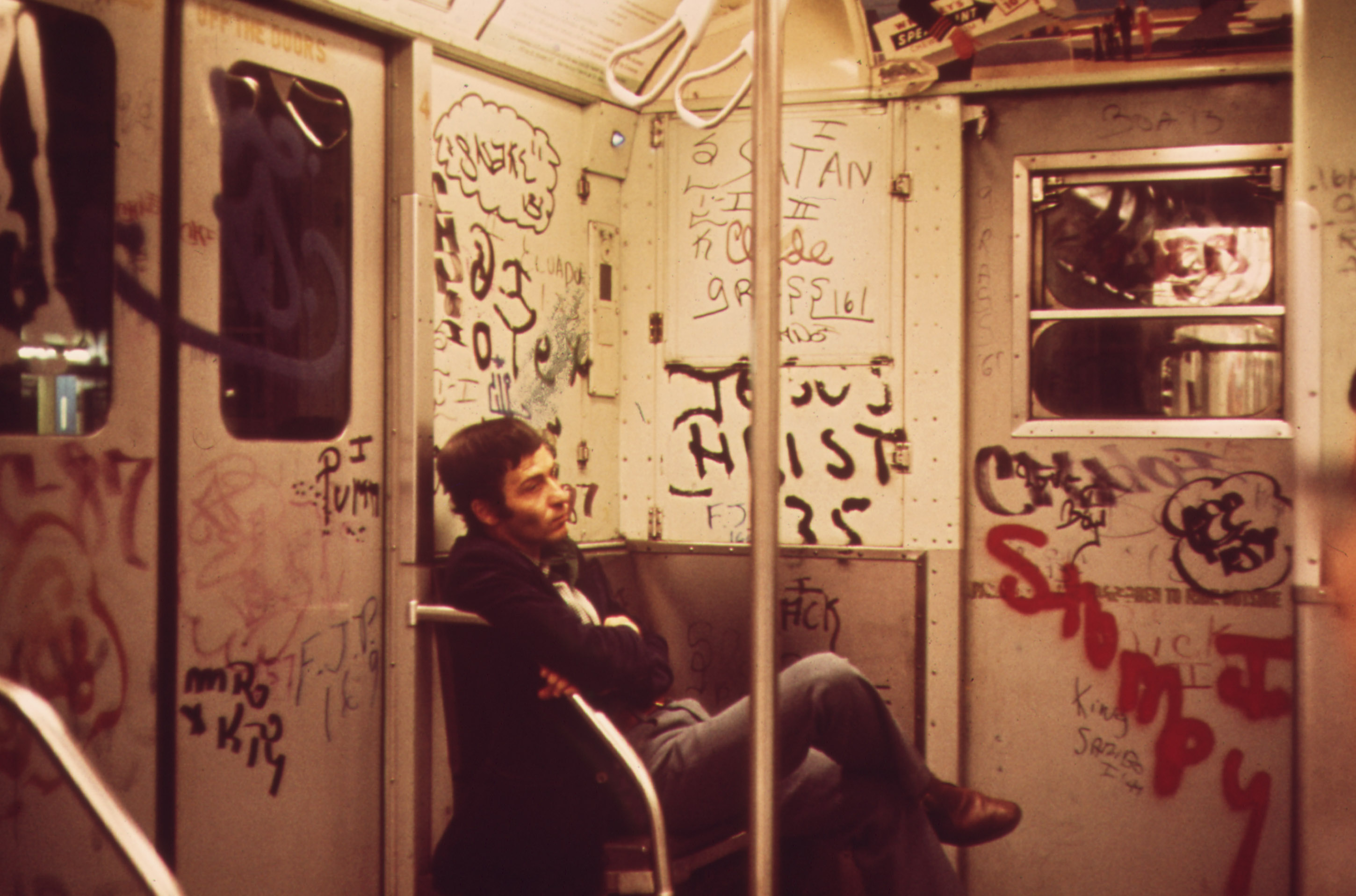
Une rame recouverte de graffitis en 1973.

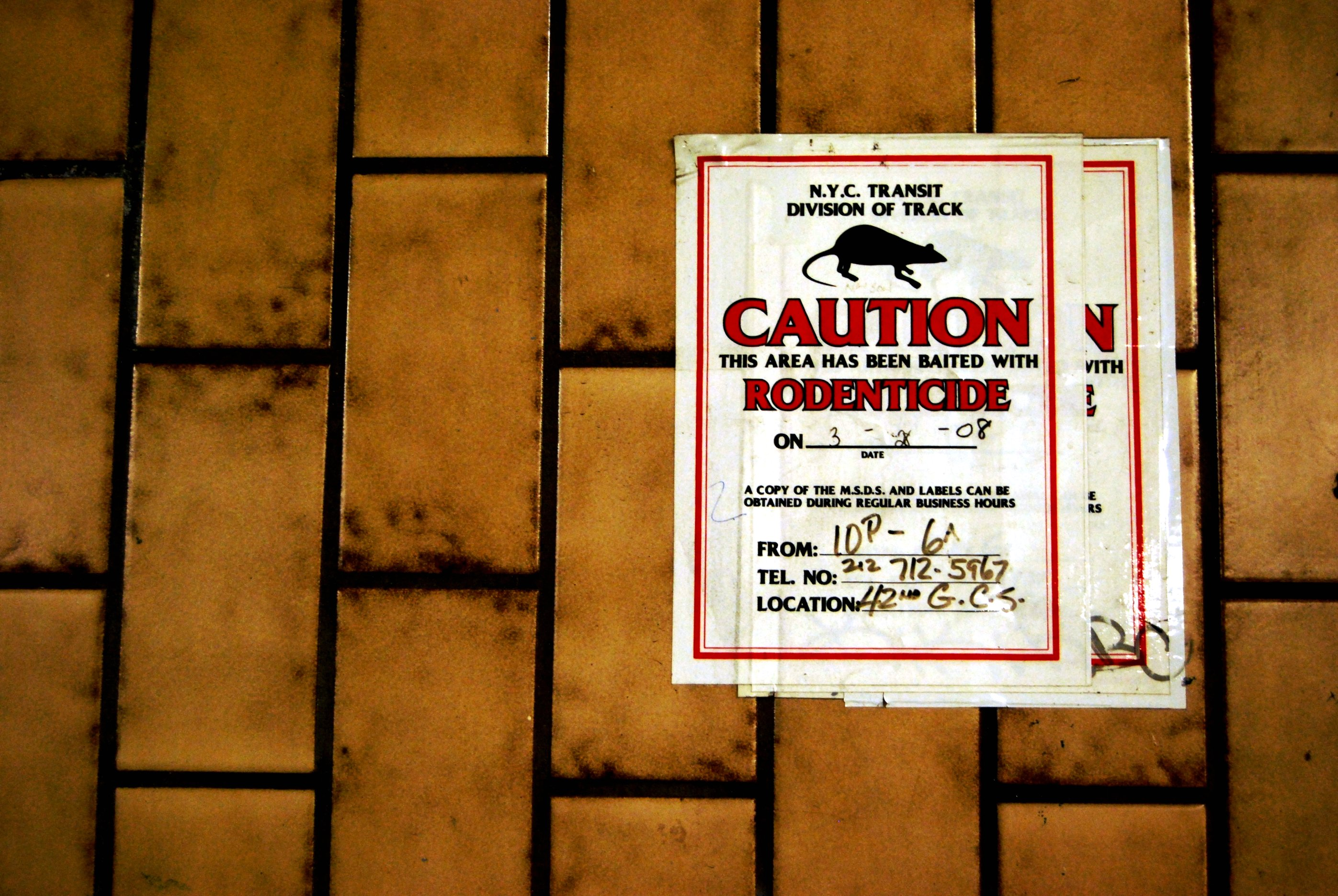
Affiches de mise en garde contre les rats.

L'accumulation des déchets est un problème persistant dans le métro new-yorkais. Dans les années 1970 et les années 1980, la saleté des trains et des quais, ainsi que les graffitis constituaient un problème sérieux. La situation s'est améliorée depuis, mais la crise budgétaire de 2010 s'est traduite par une diminution du budget destiné au ramassage des ordures dans le réseau métropolitain,.
Le métro de New York est infesté de rats,,. Les rats peuvent parfois être aperçus sur les quais et apparaissent régulièrement en train de déambuler au milieu des ordures jetées sur les voies. Ils sont considérés comme présentant un risque sanitaire, et ont à de rares occasions été impliqués dans des morsures d'êtres humains. Les stations les plus tristement célèbres pour la prolifération des rats incluent Chambers Street (Lower Manhattan), Jay Street – MetroTech et Spring Street. La station 145th street, qui ne peut accueillir que des rames de cinq voitures en raison de sa longueur réduite est également réputée pour être infestée de rats.
Des décennies de mesures visant à éradiquer ou simplement à réduire la population de rats se sont révélées infructueuses. En mars 2009, la Transit Authority a annoncé une série de nouvelles mesures dans sa stratégie de contrôle des populations de rongeurs, incluant l'utilisation de nouvelles formules de raticides ainsi que des projets de pièges expérimentaux. En octobre 2011, la MTA a annoncé une nouvelle initiative visant à dératiser vingt-cinq stations de métro, et les locaux à ordures associés. Au même moment, la MTA a également annoncé un programme pilote de réduction des niveaux d'ordures dans les métros consistant en une élimination de toutes les poubelles situées sur les quais du métro. L'initiative a été testée sur les stations Eighth Street – New York University et Flushing – Main Street.

### Les graffitis dans le métro

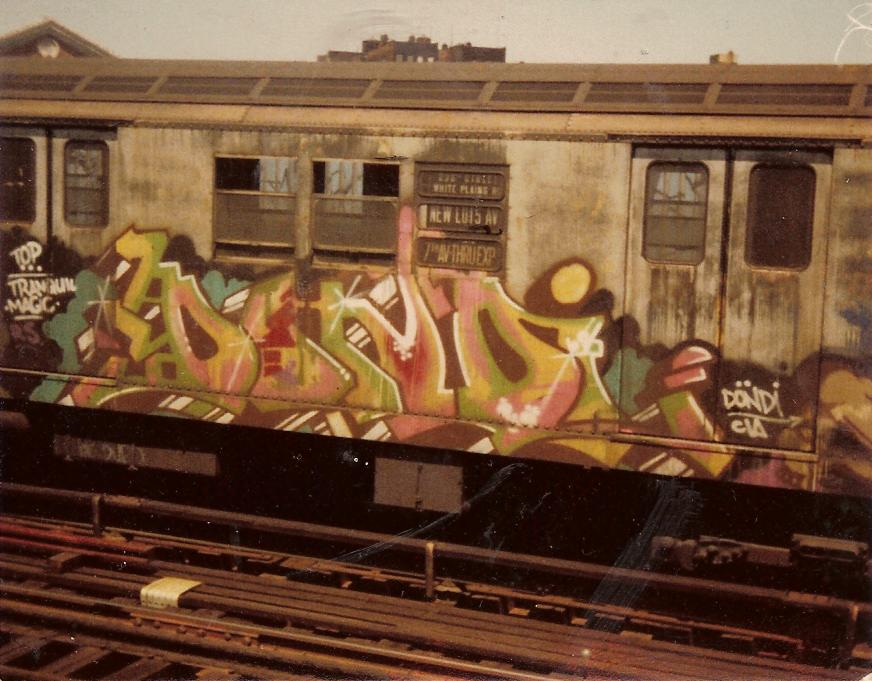
Face extérieure typique des rames à la fin des années 1970.

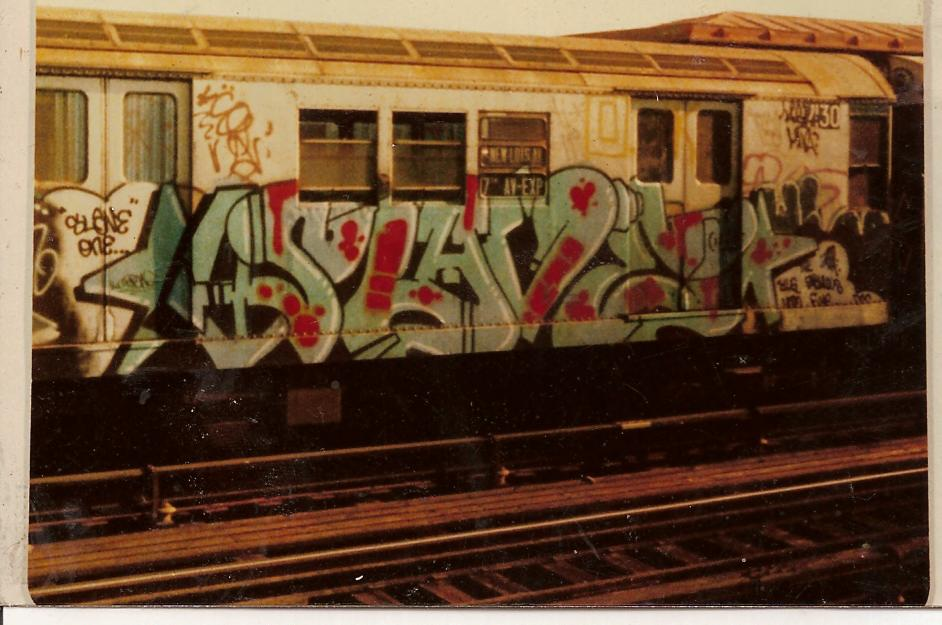
Graffiti sur le métro new-yorkais.

Dans les années 1970 et 80, les premiers graffitis (ou tags) sont apparus dans le métro de New York. Pour certains, ils n'étaient qu'un symbole de décadence, alors que pour d'autres, ils représentaient la naissance d'un art nouveau, l'expression par les jeunes de leurs aspirations politiques, économiques, en marge du développement des cultures rap et hip-hop. Les années 1975 à 1977 furent les deux années les plus prolifiques en matière de tags dans le métro, à une époque où les différents styles de graffitis arrivaient à maturité. Les trains n'étaient pas seulement marqués de la signature (tag) des graffeurs, ils étaient parfois de véritables tableaux roulants, peints de bas en haut, fenêtres comprises. Certains “artistes”, tels que Taki 183, Keith Haring (dessins à la craie blanche sur les panneaux publicitaires noirs) ou Jean-Michel Basquiat (mouvement SAMO pour « SAme Old Shit », toujours la même merde) sont devenus célèbres grâce à leurs graffitis dans les métros de New York. Une exposition au musée d'art de Brooklyn a même eu lieu en mai 2006.
À la fin des années 1970, les graffitis devinrent un art, et des artistes légendaires, tels que Seen, Lee Quinones, Futura 2000 ou Fab Five Freddy exposèrent leurs œuvres dans des galeries d'art de la ville, telles que la Tony Shafrazi Gallery, la Fun Gallery de Patti Astor ou encore la Galerie Sydney Janis. Par la suite, de nombreux artistes, provenant de milieux moins modestes se joignirent au mouvement, charmés par cet art urbain, et parfois clandestin. De grands noms figurent ainsi parmi les membres du mouvement graffiti à New York, tels que l'artiste Jenny Holzer, qui s'est associée à la graffiti-artist Lady Pink.
La mairie de New York a toujours adopté une politique de répression vis-à-vis de ces artistes modernes, surtout depuis l'apparition ces dernières années de tags réalisés à l'aide d'acides, indélébiles. Depuis 1935, une branche de la police new-yorkaise, du nom de New York City Transit Police, est chargée de la sécurité dans le métro. Sa tâche principale est la lutte contre le vandalisme, et notamment les graffitis qui sont apparus durant le milieu des années 1970 et 1980. La New York City Transit Police affecta à cet effet une unité spéciale, du nom de Vandal Squad, chargée de repérer et d'arrêter les auteurs de peintures sur les murs du métro. En 1989, la dernière voiture peinte a été retirée de la circulation, mettant ainsi fin à une campagne de cinq ans visant à éradiquer les graffitis. Cette campagne coûta environ 250 millions de dollars. Malgré tout, les tags n'ont pas disparu du métro.

### Pollution sonore
Les nuisances sonores produites par le métro de New York trouvent leurs racines dans les méthodes de construction qui ont été employées lors de la mise en place du réseau. En particulier, l'un des principaux objectifs des ingénieurs au début du XXe siècle était d'assurer une attache optimale des rails au sol, ce qui en retour engendrait des vibrations dites « structurelles » de grande ampleur. Les systèmes de freinage utilisés sur les trains sont également à l'origine d'une partie importante de la pollution sonore. Enfin, les vibrations dites « atmosphériques » (Airborne vibrations), générées par les équipements électriques, mais aussi par l'activité humaine (écho des voix, etc.) constituent la troisième origine de la pollution.
Face au risque impliqué par la pollution sonore pour les millions d'usagers du métro, une loi, le Rapid Transit Noise Code Act fut adoptée par le sénat en 1982. Celle-ci imposait à la MTA de mesurer les niveaux sonores dans les stations jugées bruyantes (c'est-à-dire enregistrant des niveaux sonores dépassant les 90 dB) et de mettre en garde les usagers contre les risques encourus. Cependant, à la suite de l'expiration du texte en 1994, la MTA a arrêté de mesurer les niveaux sonores dans les stations, n'étant plus dans l’obligation de fournir un rapport sur la question au gouverneur et aux organes législatifs de l'État de New York.

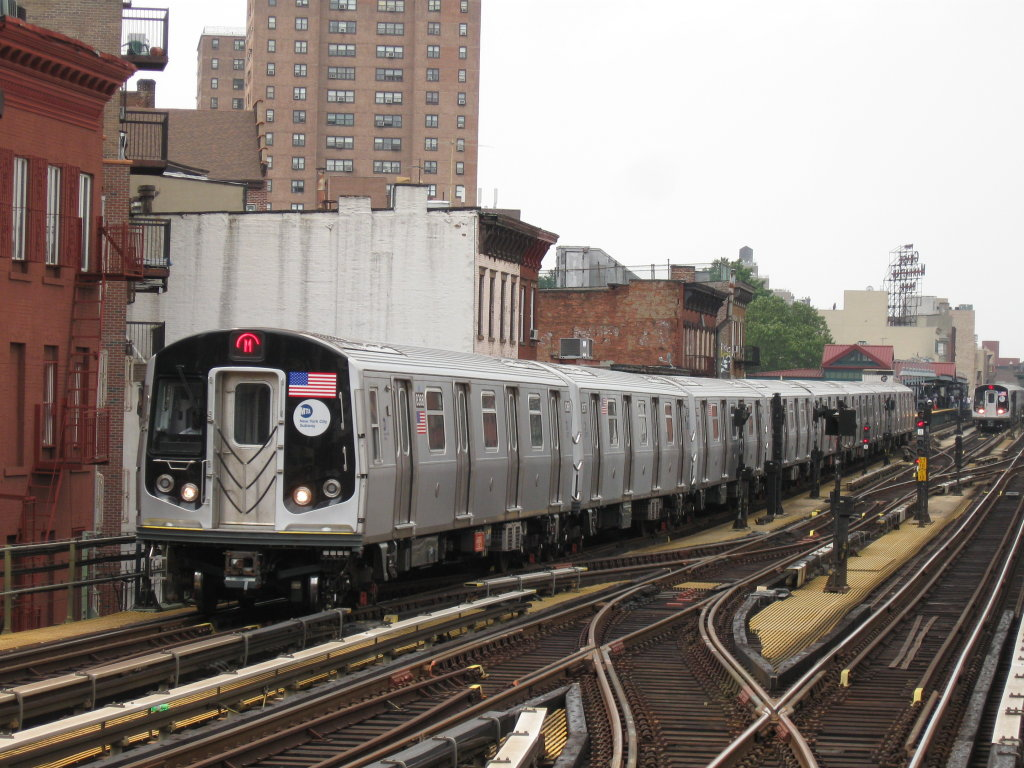
Le niveau sonore dans les rames du métro de New York est particulièrement élevé.

Face aux nombreuses plaintes contre la pollution sonore produite par le métro, la New York City Transit Authority a tenté d'atténuer le niveau sonore dans les rames et les stations. Cependant, le matériel roulant du métro de New York produit toujours des niveaux de bruit qui dépassent les seuls prescrits par l'Organisation mondiale de la santé ainsi que l'U.S. Environmental Protection Agency. En 2006, des chercheurs de la Mailman School of Public Health (École Mailman de Santé Publique) de l'université Columbia ont enregistré des niveaux sonores de 95 décibels à l'intérieur des rames et de 94 dB sur les quais, sachant que l'exposition quotidienne à de tels niveaux sonores pendant une durée de 30 minutes peut suffire à causer des affections auditives. En outre, le niveau sonore sur les quais peut parfois dépasser les 100 dB.
Une étude postérieure de l'Université de Columbia a révélé que le niveau sonore est en moyenne plus élevé dans le métro (80.4 dB) que dans les trains de banlieue (Port Authority Trans-Hudson (PATH) inclus) (79.4 dB), le Metro-North (75.1 dB) et le Long Island Railroad (LIRR) (74.9 dB). Dans la seconde étude, le niveau sonore maximal enregistré était de 102.1 dB.
La gestion de la pollution sonore constitue l'un des enjeux de la construction de la future Ligne T du métro de New York qui devrait ouvrir en 2016. Les ingénieurs responsables du projet ont ainsi décidé d'utiliser des « voies à faibles vibrations », permettant de réduire la portée et l'ampleur des vibrations. Cependant, l’utilisation de cette technique a un coût élevé : sur la seule section de la future ligne située entre la 63e et la 96e rue, la MTA devra ainsi débourser environ 25 millions de dollars. Dans le rapport environnemental lié au projet de la ligne T, la MTA s'est ainsi engagée à limiter au maximum l'impact de la nouvelle ligne sur les riverains et sur les personnes travaillant dans la rue.

### Un refuge pour les sans-abris
De nombreux sans-abris vivent dans le métro new-yorkais. Selon la Coalition for homeless, ils étaient 1 000 en 2009, et 1 800 à la fin de 2013, chiffre analogue aux 1841 relevés par le Département du services des sans-abris de New-York. Certains viennent y dormir dans les wagons, d'autres se construisent des abris précaires dans les tunnels, les stations désaffectées et autres infrastructures. Ils étaient désignés depuis 1993 sous le nom d'« hommes-taupes » (regroupant les personnes vivant dans les souterrains du métro, des lignes de chemin de fer, des égouts et autres galeries). En 2014, des sans-abris se construisent des cabanes au-dessus du métro aérien, sur le pont de Manhattan, en raison de la crise et du coût excessif des loyers.
La ligne E, ouverte 24 heures sur 24, est particulièrement prisée par ceux dormant dans les wagons, et donne lieu à de nombreuses plaintes de ses usagers. Des tentatives pour expulser ces personnes du métro ont eu lieu à la fin des années 1980, où l'on recensait alors « une moyenne de 1200 à 2000 sans-abris dormant chaque nuit dans le métro ». Cette approche policière fut un échec, le Tribunal de New York ayant jugé l'opération illégale, au titre du premier amendement de la Constitution des États-Unis.

## Le métro de New York dans la culture populaire
Le métro de New York n'est pas un symbole de Big Apple aussi fort que les yellow cabs (taxis jaunes) qui représentent la majorité des véhicules que l'on rencontre dans les rues de New York. Pourtant, le métro apparaît dans de nombreux films et dans de nombreuses séries télévisées. Il a en outre une influence dans plusieurs domaines tels que la musique, le cinéma, la presse, les arts, le sport, ou encore le tourisme.
Entre 1941 et 1976, une élection de Miss Subways a été organisée. Les visages des lauréates apparaissaient sur des affiches placées sur les trains, à côté d'une brève biographie. Une réédition a même eu lieu en 2004 afin de célébrer les 100 ans du métro.

### Métro et musique: de l'interdiction au retour des artistes

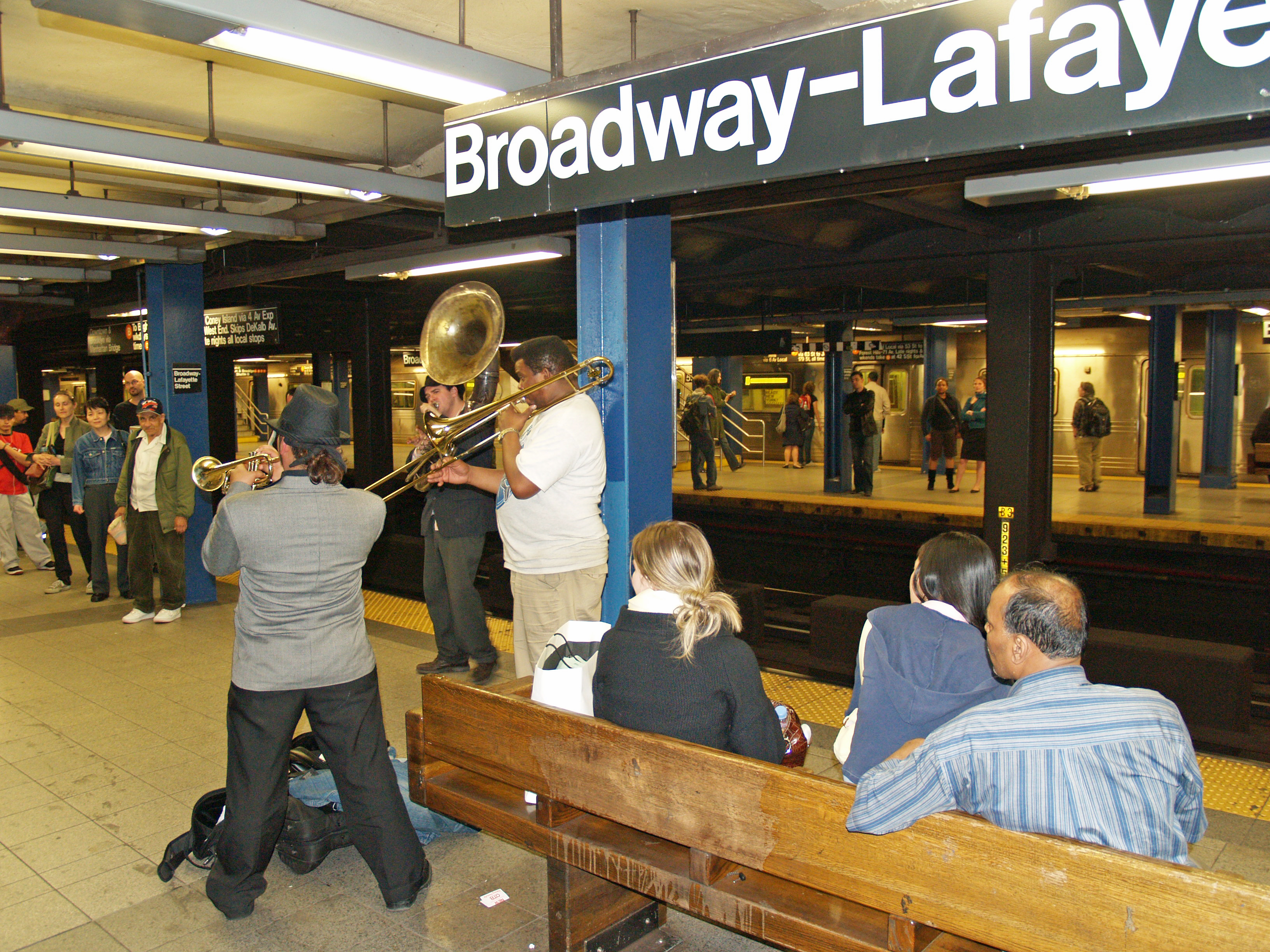
Au travers du projet Music Under New York, 350 artistes sont autorisés à se produire dans l'enceinte du métro.

Depuis le début du XXe siècle, la musique et le métro ont connu des relations tumultueuses marquées par un encadrement strict voire des interdictions pour les artistes de se produire dans le métro. Ainsi, dans les années 1930, Fiorello La Guardia rendit illégal le fait de jouer de la musique dans les rues de New York, ainsi que dans le métro. Certains artistes et musiciens continuèrent cependant à chanter et à jouer des instruments dans les années 1940, 50 puis 60 dans le but de revendiquer des espaces où se produire. Au cours des années 1970, les artistes furent de nouveau autorisés à jouer dans les rues, mais l'interdiction fut maintenue dans le métro.
En 1985, la MTA lança un projet pilote baptisé « Musique sous New York » (Music Under New York) ou « MUNY » qui fut finalement conservé en janvier 1987 Au travers de ce programme, les artistes disposent d'une légitimité auprès des autorités afin d'offrir aux usagers des spectacles musicaux. Le MUNY est l'un des nombreux projets artistiques placés sous l'autorité de celui plus vaste Arts for Transit de la MTA qui vise à améliorer l'attractivité du métro. Il permet ainsi à quelque 350 artistes de réaliser 7 500 spectacles par an dans 30 zones réservées du métro. Chaque année, la MTA réalise des auditions dans le but de sélectionner de nouveaux artistes. En 2012, 25 nouveaux artistes ont ainsi été ajoutés à la liste. La liste des groupes et artistes officiels est consultable sur le site de la MTA.

### Au cinéma, à la télévision et dans la presse
Le métro de New York est apparu de manière récurrente dans de très nombreux films. Sa première apparition à la télévision et en couleur date de la comédie musicale Un jour à New York (On The Town), produite pour la première fois à Broadway en 1944, et adaptée au cinéma en 1949 avec en vedettes Gene Kelly et Frank Sinatra. Ce film musical fut en outre l'un des premiers à être filmé sur place. En particulier, le personnage de Miss Turnstiles (« Miss tourniquets ») est inspiré des élections de Miss Subways qui ont eu lieu de 1941 à 1976,. Une scène de la comédie musicale montre également trois marins montant dans un métro à Times Square.
Le film le plus célèbre qui ait mis en scène le métro de New York est probablement French Connection, avec la poursuite finale qui met aux prises le héros au trafiquant de drogue dans le métro aérien de la BMT West End Line, considérée comme l'une des plus grandes scènes de poursuite du cinéma moderne. Un autre film qui met également en scène le métro de New York : il s'agit de The Taking of Pelham One Two Three (1974) : quatre individus (dont M. Blue incarné par Robert Shaw) piratent une rame de métro (les célèbres rames redbird sont à l'honneur dans ce film) et demandent une rançon d'un million de dollars afin de libérer les otages. Dans Une journée en enfer (1995), un attentat y a lieu. Mais le métro de New York apparaît aussi dans Ghost, sorti en 1990, ou encore dans Money Train sorti en 1995. Plus récemment, le métro est présent dans le film Spider-Man 2, dans une scène de crash censée se dérouler sur la ligne R mais qui en réalité a été tournée dans le métro de Chicago, ainsi que dans le film d'animation Madagascar, sur la ligne qui relie Times Square à la Gare Grand Central. Dans le film Rent, sorti en 2005, plusieurs personnages chantent et dansent sur la ligne F du métro. Une scène du film Prédictions se passe à la Station Lafayette alors qu'il se produit un terrible déraillement. Enfin, le métro de New York est le théâtre du suicide du banquier d'affaires Louis Zabel dans Wall Street : L'argent ne dort jamais, à la suite de la faillite de son établissement. Mais tous ces films ne constituent qu'un échantillon des longs-métrages qui ont une scène dans le métro de New York.
Le métro fait également des apparitions dans des séries TV telles que Seinfeld dans l'épisode intitulé The Subway (Le Métro), ou encore dans Friends, où le métro apparaît de façon récurrente, même si la série censée se dérouler à New York est en réalité tournée à Burbank en Californie.
En ce qui concerne la presse, il faut savoir que les ventes de très nombreux journaux new-yorkais dépendent directement de la fréquentation du métro par les habitants de la ville, mais aussi par les touristes. C'est ainsi le cas du quotidien Metro, exclusivement distribué dans le métro, mais aussi de plusieurs tabloïds tels que The New York Sun, le New York Daily News ou encore l'AM New York.

### Le métro et l'art
Les stations du métro de New York sont toutes plus ou moins décorées. Dès 1904, année d'ouverture du réseau, des mosaïques avec le nom des stations ont été installées sur les quais. Ce genre de décorations simple est également présent dans d'autres métros dans le monde, comme celui de Paris par exemple. Par la suite, des décorations murales ont été installées, en mosaïque, ou en céramique. Ainsi des animaux réalisés en mosaïques ont été collés sur les murs des deux stations du Museum of Modern Art. Cependant, dans les décennies qui ont suivi, le métro a été plus négligé, et ce n'est que depuis la mise en place du programme Arts for Transit dans les années 1980 que les stations sont devenues moins mornes, avec l'installation de statues, sculptures et affiches.
La Metropolitan Transportation Authority organise et encadre ainsi les artistes du métro dans un programme baptisé Arts for Transit, mis en place en 1985. L'objectif de cette campagne est de créer des œuvres d'art permanentes dans les stations, dans le cadre de la réhabilitation des stations du réseau. La MTA travaille ainsi en collaboration avec des architectes et des ingénieurs au niveau de la New York City Transit Authority (métro), du Long Island Railroad et de la Metro-North Railroad (Train de banlieue) pour déterminer quelles œuvres d'art seront exposées dans les stations et gares dont la réhabilitation est prévue. Le rôle du programme Arts for Transit est aussi de sélectionner des artistes pour chaque projet, sélection à la fois composée de professionnels de l'art, et de représentants de la communauté.
Depuis le 25 décembre 2008, c'est un artiste français, Philippe Lechien qui a les faveurs de la MTA, une de ses œuvres mettant en scène le métro de New York est présentée aux passagers des lignes 4, 5 et 6 dans toutes les rames de métro.

### Le métro et le sport
Les lignes de métro transitent pour la plupart par Manhattan, où évoluent les équipes de basket-ball des Knicks et des Liberty de New York, et par Brooklyn où les Nets ont déménagé en 2012. Les soirs de matches, les lignes de métros sont donc très fréquentées en direction de Manhattan et du Madison Square Garden. Le métro intervient également au niveau du baseball, qui est le sport le plus populaire à New York dans des rencontres appelées Subway Series. Ces rencontres opposent les équipes de baseball de la ville de New York. Les dernières Subway Series datent de l'an 2000, et s'étaient soldées par une victoire des Yankees de New York sur les Mets de New York sur le score de quatre victoires à une.
Le métro permet aussi l'accès au parc de Flushing Meadows-Corona Park, où se déroule chaque année l'un des quatre tournois majeurs de tennis, l'US Open. Flushing Meadow est en effet situé dans le Queens, et seule la 7 permet d'y accéder. La station Willets Point-Mets est ainsi très fréquentée pendant le tournoi, ce qui explique qu'un parc rempli de métros 7 soit placé à proximité de la station, qui dessert aussi le Citi Field, le stade des Mets de New York. De la même manière, les lignes 4, B et D desservent le Yankee Stadium dans le Bronx. Le métro est donc le moyen le plus économique de se rendre dans les stades où ont lieu tous les grands événements sportifs.

### Le métro et le tourisme
Le métro de New York possède, à l'instar de nombreux bâtiments de Big Apple de très nombreux produits dérivés. On peut ainsi trouver des T-shirts, des aimants, ou encore des plaques du métro dans de nombreux magasins de souvenirs . Les T-shirts, souvent floqués, représentent le plan du métro, la liste complète des lignes, ou encore une ligne particulière ; il existe un T-shirt pour chaque ligne, avec son logo en couleur, ainsi que les boroughs qui sont desservis. Les magnets représentent quant à eux des stations, avec le nom de la station, ainsi que toutes les lignes qu'il est possible d'y prendre. Seules quelques stations particulièrement fréquentées telles que Times Square, Wall Street ou Grand Central Terminal sont ainsi représentées. Les produits dérivés sont notamment disponibles sur la boutique en ligne du New York Transit Museum qui est géré par la MTA.